# Outils de la Préhistoire

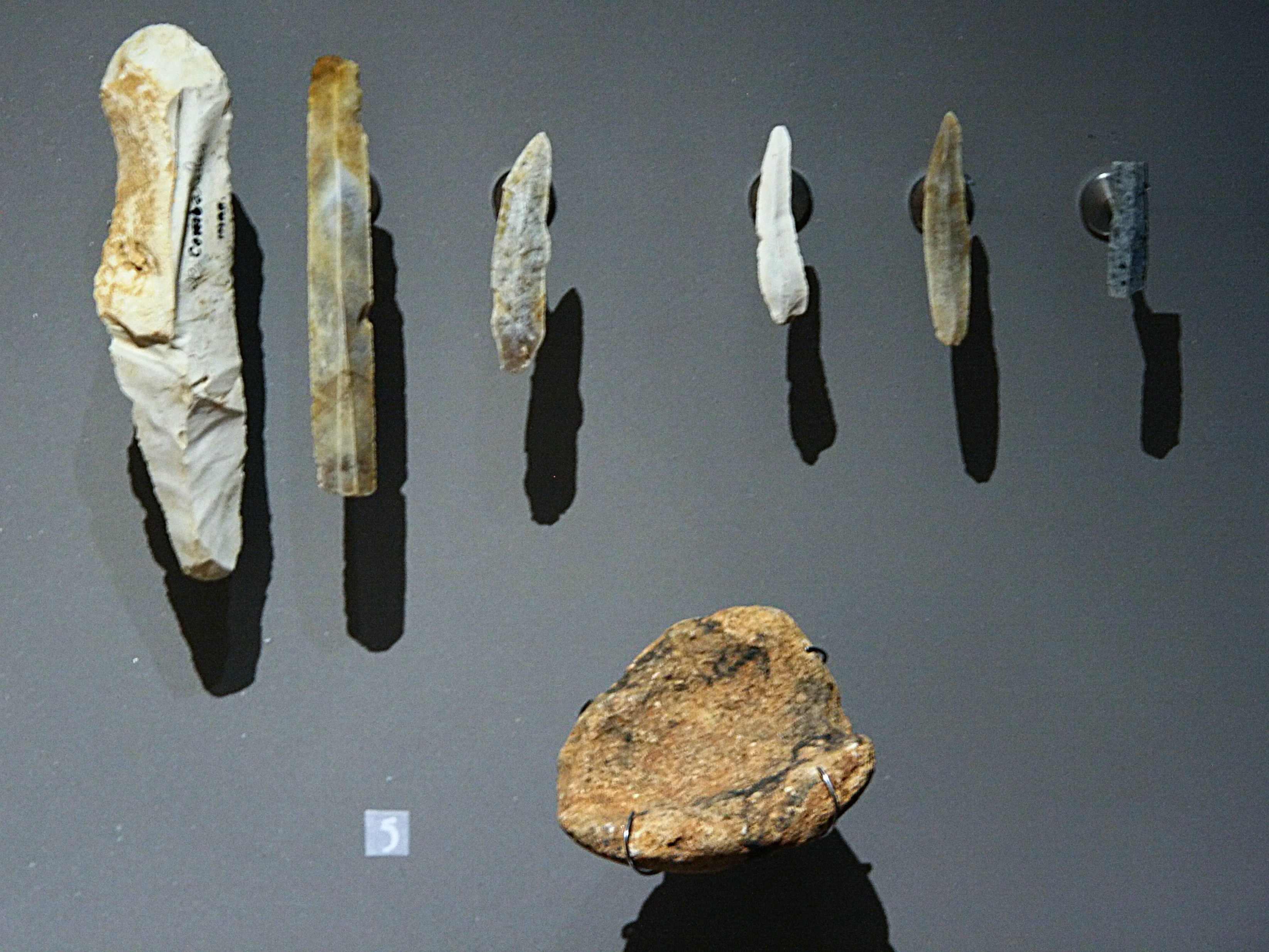
Outils lithiques préhistoriques de l'entrée de la grotte des Combarelles, Les Eyzies de Tayac, Dorgogne.

L'expression « outils de la Préhistoire » désigne l'ensemble des outils réalisés par les groupes humains qui se sont succédé au cours de la Préhistoire, depuis 3,3 millions d'années AP jusqu'à 5500 ans AP. Pour des raisons de conservation différentielle des matériaux, les outils préhistoriques les mieux connus grâce aux découvertes archéologiques sont les outils de pierre taillée et, dans une moindre mesure, les outils en matières dures animales (os, bois de cervidés, ivoire) ou végétales (bois). Pour les périodes les plus récentes de la Préhistoire ou pour des sites ayant bénéficié de conditions de préservation exceptionnelles (tourbières, sites lacustres), des outils en matières végétales sont aussi connus.

## Pigments préhistoriques
Le pigment préhistorique est utilisé pour l'art des couleurs. Depuis la préhistoire, les hommes utilisent les colorants. De nombreuses traces de colorants, des pigments minéraux qui datent de plus de 15 000 ans, ont été retrouvées dans la grotte de Lascaux en France, ou encore à Altamira en Espagne. à Altamira, on retrouve par exemple de nombreux bisons polychromes rouges et noirs gravés et peints.[réf. nécessaire] Le Châtelperronien (vers 45 000 ans AP) de la grotte du Renne, une des grottes d'Arcy-sur-Cure (Yonne), a livré le seul pigment bleu connu en France.
Le noir retrouvé dans ces grottes est issu de charbon de bois, d'os, de charbon minéral ou encore d'oxyde de manganèse.
Le rouge, lui, provient d'un oxyde de fer appelé hématite que l'on trouve à l'état naturel dans le sol. C'est un oxyde ferrique rouge vif ou brunâtre à l'état naturel.
Pour donner de la consistance à ces pigments, ils sont mélangés avec un matériau incolore, la charge, provenant d'argile, de talc ou de feldspath. Ceci permet de faciliter l'étalement du pigment sur la paroi et d'améliorer la conservation du pigment. Enfin, pour améliorer encore plus la qualité du mélange, un liant à base de graisse et d'eau est généralement nécessaire. Pour appliquer ces colorants sur les parois, les hommes préhistoriques utilisaient des pochoirs, des pinceaux en poils d'animaux ou tout simplement leurs mains.
D'autres pigments sont utilisés par les hommes à l'époque de la préhistoire pour peindre les corps de jaune, de rouge, de noir ou de blanc.

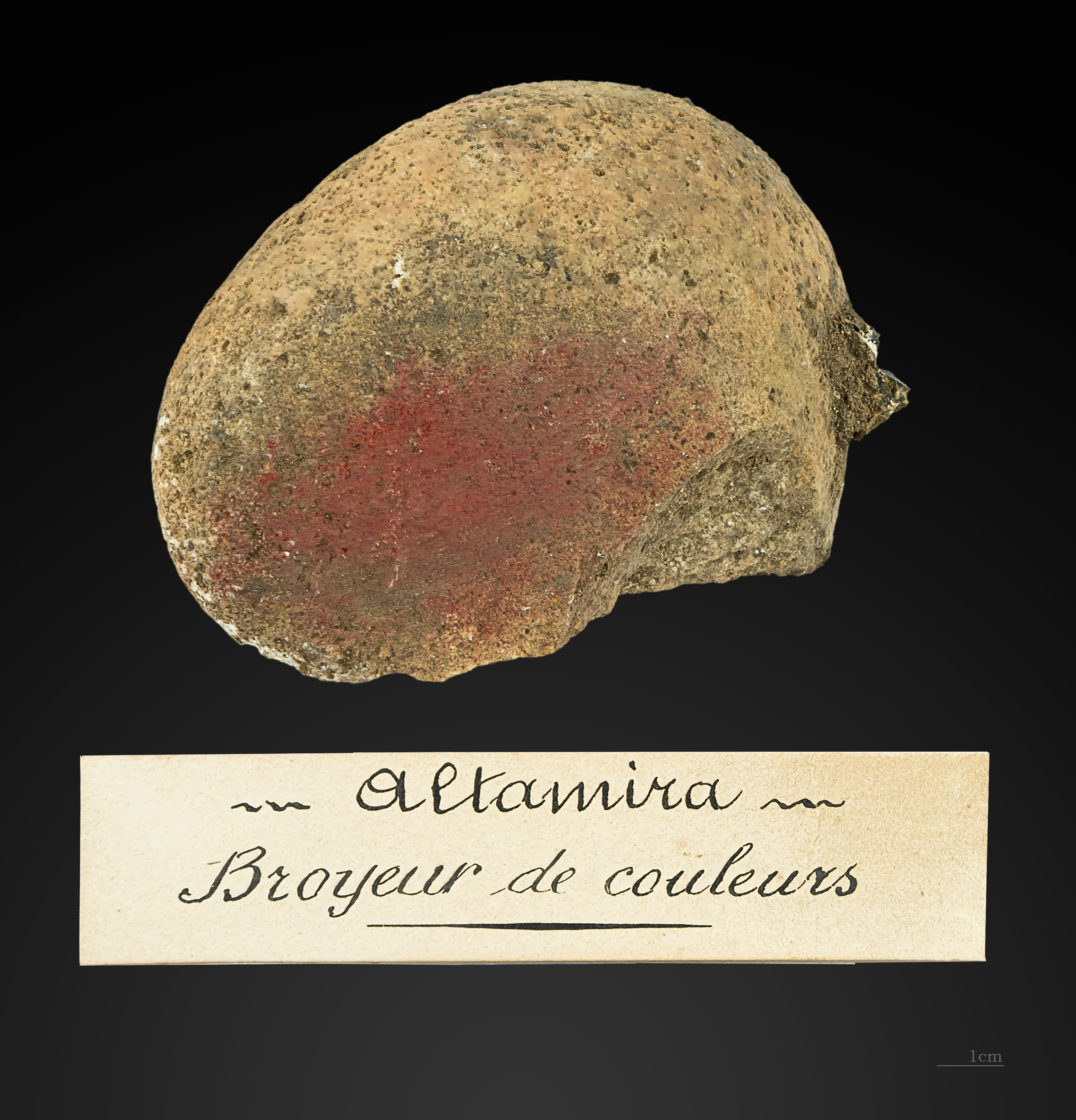
Broyeur de couleurs. Muséum de Toulouse.
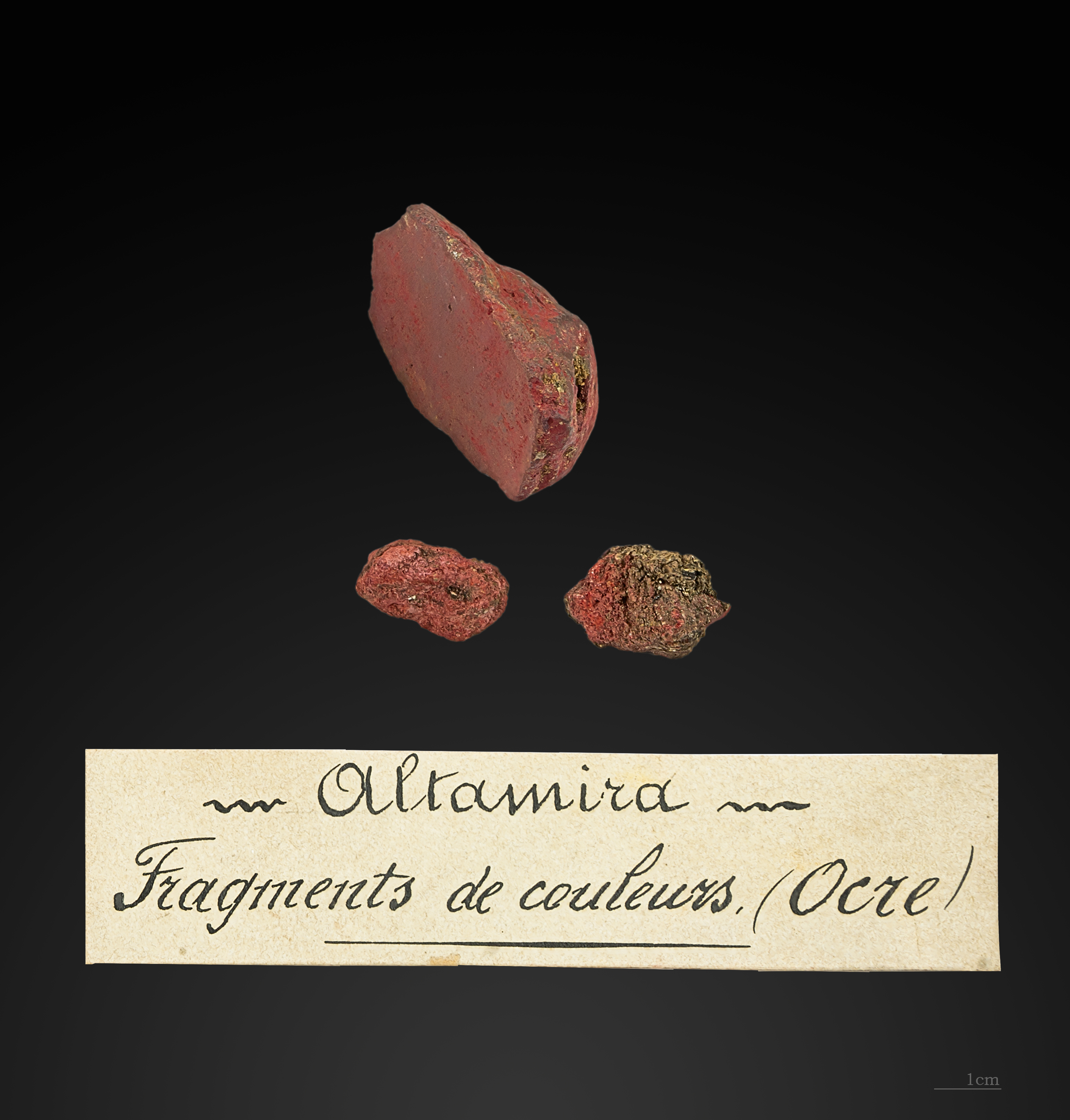
Pigment rouge. Muséum de Toulouse.
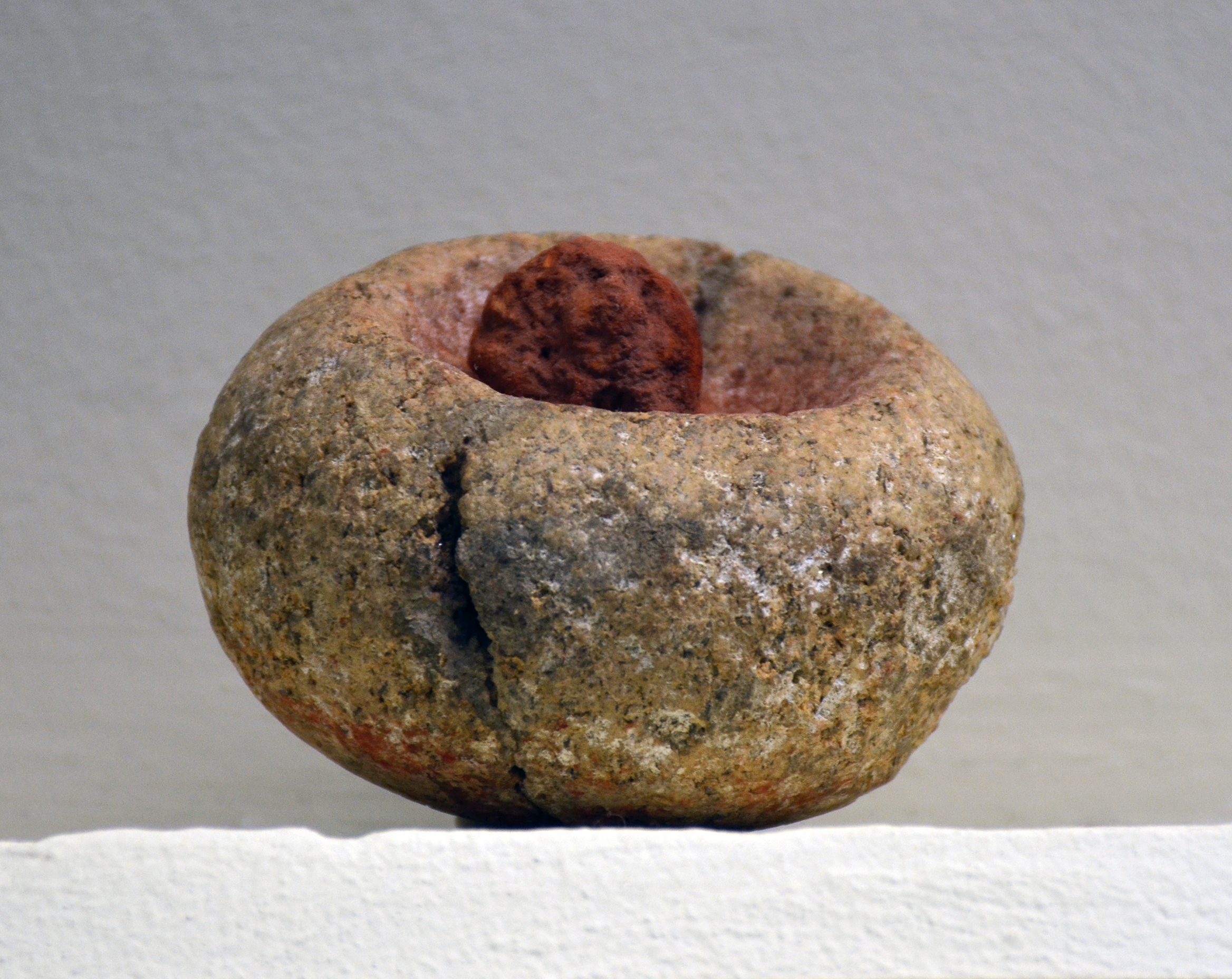
Godet à ocre. Musée Saint-Remi de Reims.

## Outils par périodes chronologiques
La plus ancienne trace connue de l'usage d'outils est constituée par des traces de découpe sur des os d'animaux à Dikika (Afar, Éthiopie), datés de 3,4 millions d'années (Ma) AP.
Les plus vieux outils retrouvés sont des objets de pierre taillée débités sur le site archéologique de Lomekwi (nord du Kenya), caractérisés par leur chaîne opératoire : débitage sur un « nucléus » d'éclats et façonnage de ces produits de débitage) datés d’environ 3,3 Ma AP, sans être associés à des fossiles d'humains. En 2023, des outils oldowayens sont découverts à Nyayanga (it) (Kenya) dans des dépôts comportant aussi des os d'hippopotame et deux fragments de molaire de paranthrope, datés d'environ 2,8 Ma (entre 3,032 et 2,595 Ma),.
Ces découvertes ont remis en question l'idée communément admise jusqu'alors selon laquelle l'apparition des outils de pierre serait liée à l'émergence du genre Homo ainsi qu'à des changements climatiques. Elles repoussent de 700 000 ans les précédents plus vieux outils utilisés par l'humanité, des galets taillés en provenance du site de Kada Gona (en) en Éthiopie (2,6 Ma AP), et des outils plus évolués (galets qui présentent une partie préhensive naturelle, en vertu d'une affordance typique de l'objet) associés à une mandibule et à des dents dans la grotte de Longgupo (de) en Chine, datés de 2,5 Ma AP.
Les plus vieux outils en os retrouvés, découverts en 2015 dans le complexe T69 du ravin Frida Leaky Korongo (gorges d'Olduvaï, nord de la Tanzanie), datent de 1,5 Ma. Il s'agit de 27 outils en os d'hippopotame et d'éléphant, retrouvés à côté de plus de 10 900 outils en quartzite. Ils se distinguent nettement des os simplement cassés pour en extraire la moelle par le nombre d'éclats : en moyenne 2,1 (rarement plus de 4) pour ces derniers, en moyenne 12,9 et préférentiellement sur les bords pour les outils,.

### Paléolithique inférieur
Les outils emblématiques de cette période sont le galet taillé et le biface acheuléen. Les formes et les dimensions des bifaces varient dans le temps. Bien des outils apparaissent dès cette période même s'ils sont caractéristiques de périodes plus récentes : c'est le cas en particulier des racloirs. Des outils réalisés dans des matières autres que la pierre sont exceptionnellement conservés : des épieux en bois végétal ont ainsi été découverts.

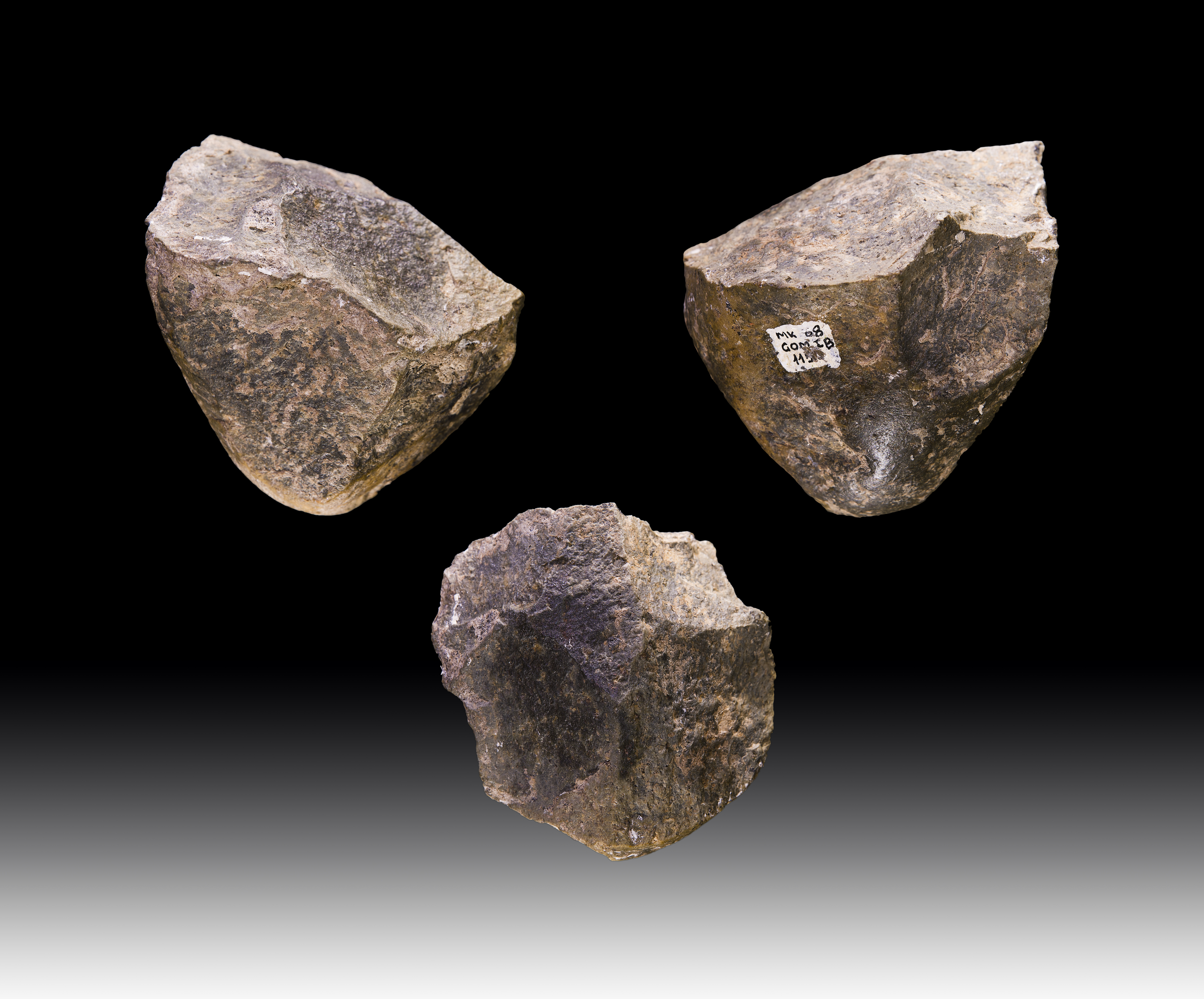
Galet taillé.
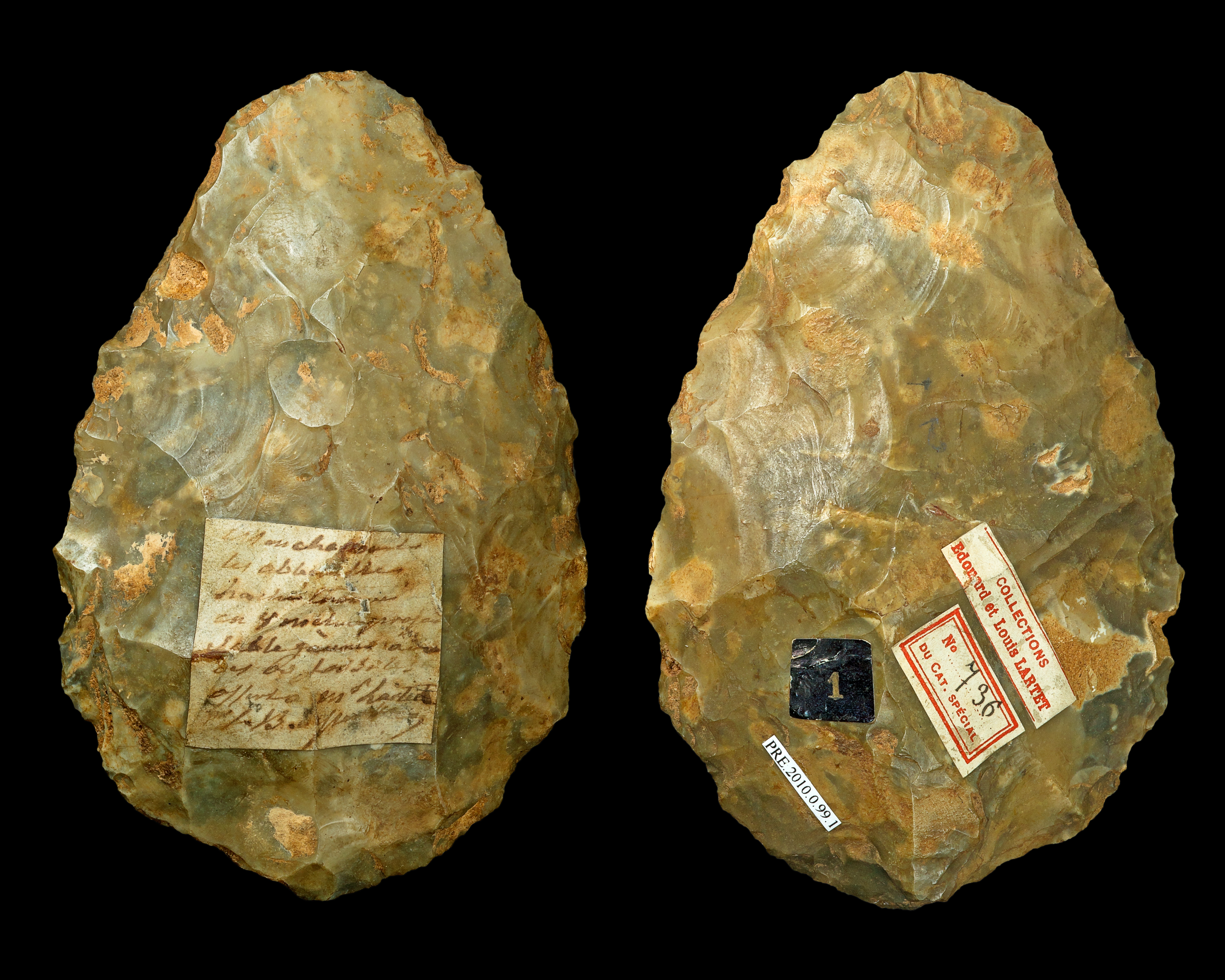
Biface. Coll. Boucher de Perthes.

### Paléolithique moyen
Les outils de pierre sont surtout réalisés à partir d'éclats : c'est le cas des racloirs et des pointes. Durant cette période quelques bifaces mais aussi des outils fabriqués sur lames sont réalisés. Les outils en os sont encore rares à l'exception des retouchoirs,.

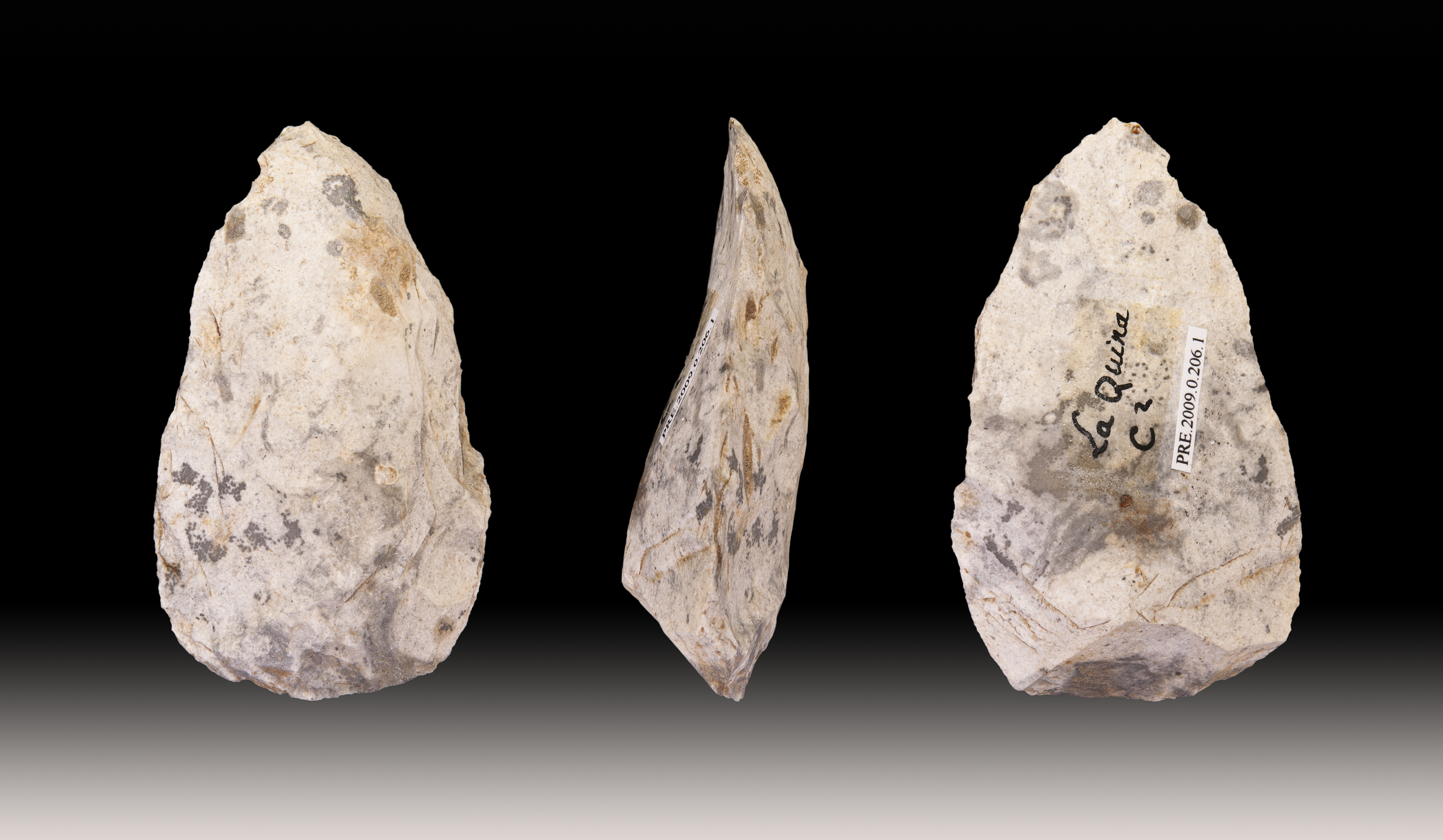
Racloir moustérien.
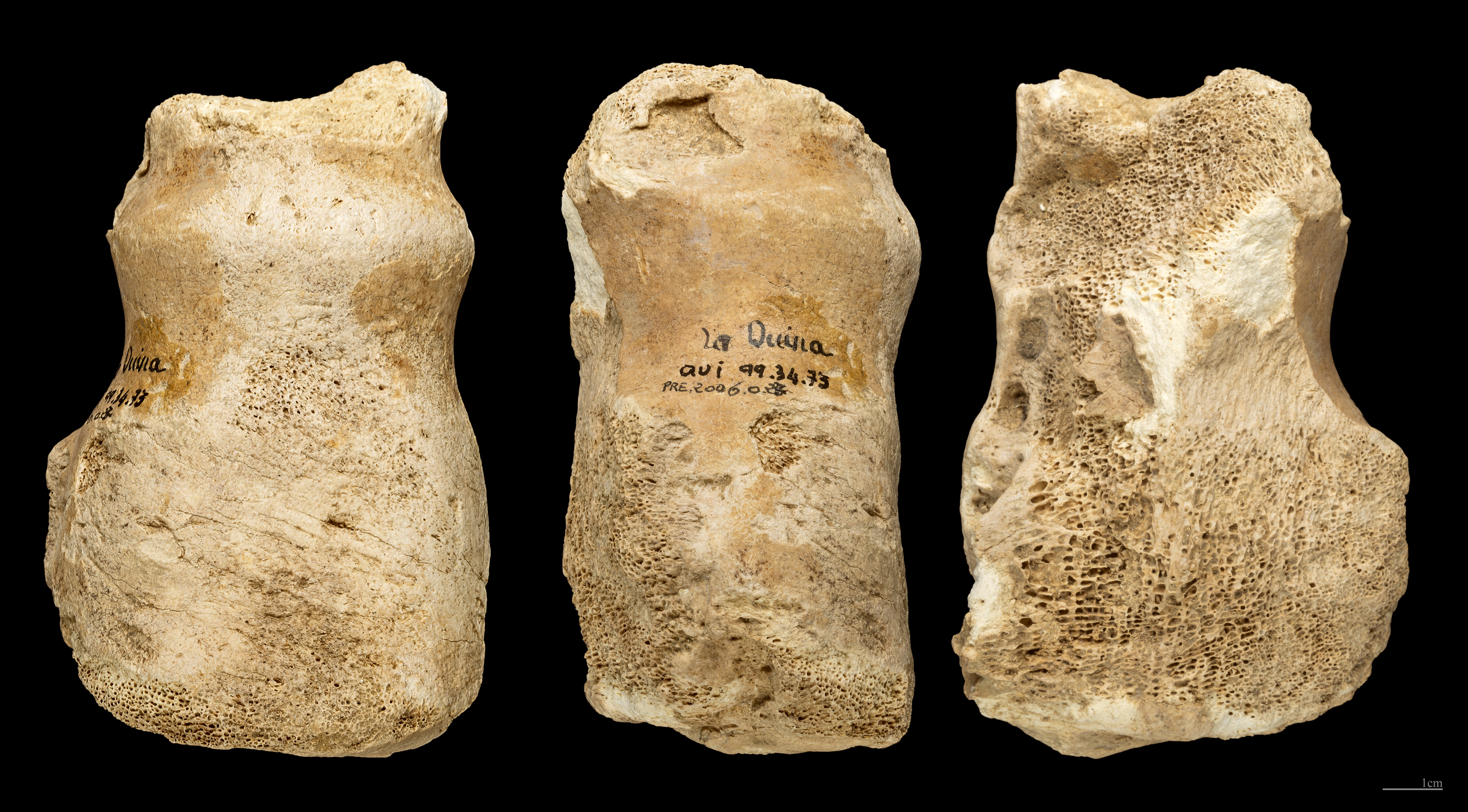
Retouchoir.

### Paléolithique supérieur

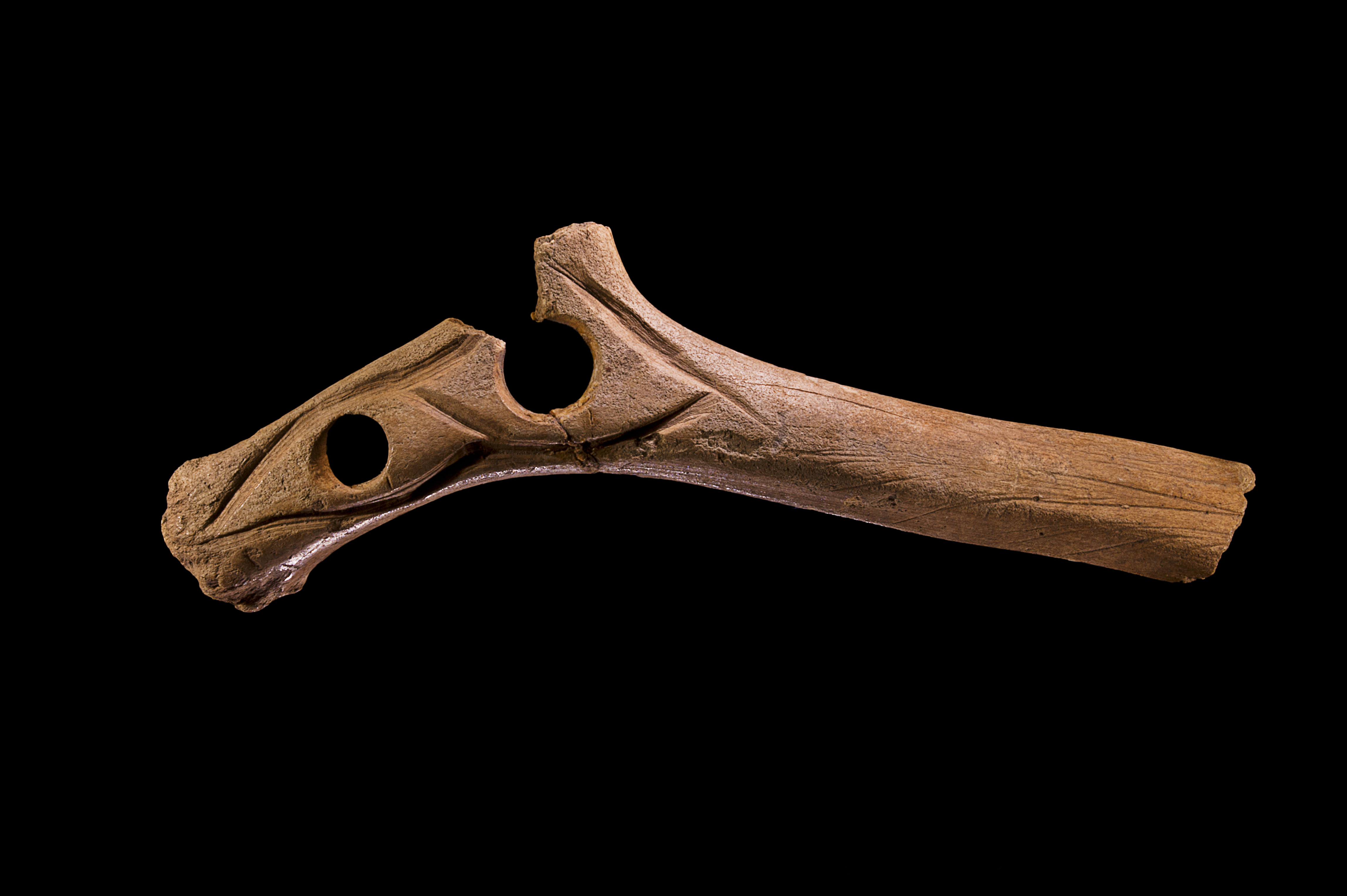
Bâton percé.
Coll. Édouard Lartet.

L'outillage de pierre est caractérisé par un important débitage laminaire : les lames sont le support d'un bon nombre d'outils déjà connus aux périodes précédentes mais au Paléolithique supérieur, ces outils (grattoirs, burins, racloirs, perçoirs, couteaux à dos) sont fabriqués en grandes quantités et ont une forme standardisée.
Un matériel osseux fait son apparition ou se développe à partir du Châtelperronien. À chaque période du Paléolithique supérieur, sont créés de nouveaux types d'outils : poinçons, pointes de sagaies, bâtons percés, coins, aiguilles, propulseurs, harpons.

### Mésolithique
L'équipement du chasseur est composé de l'arc et de flèches. En Europe occidentale, la taille du silex se caractérise par de petites armatures pointues, appelées microlithes. Elles arment les flèches ou sont fixées sur les hampes pour en faire des barbelures, c'est-à-dire composées d'aspérités disposées en épis sur le fût. La hampe est un manche en bois, tige d'une longueur variable, qui supporte la pointe.
La plupart des autres outils sont réalisés sur des éclats comme les grattoirs, les burins, les perçoirs, etc.
L'industrie osseuse, abondante au Paléolithique, perdure au Mésolithique. On retrouve des outils en os (poinçon, lissoir, objet biseauté, etc.) sur de nombreux sites en France.

### Néolithique

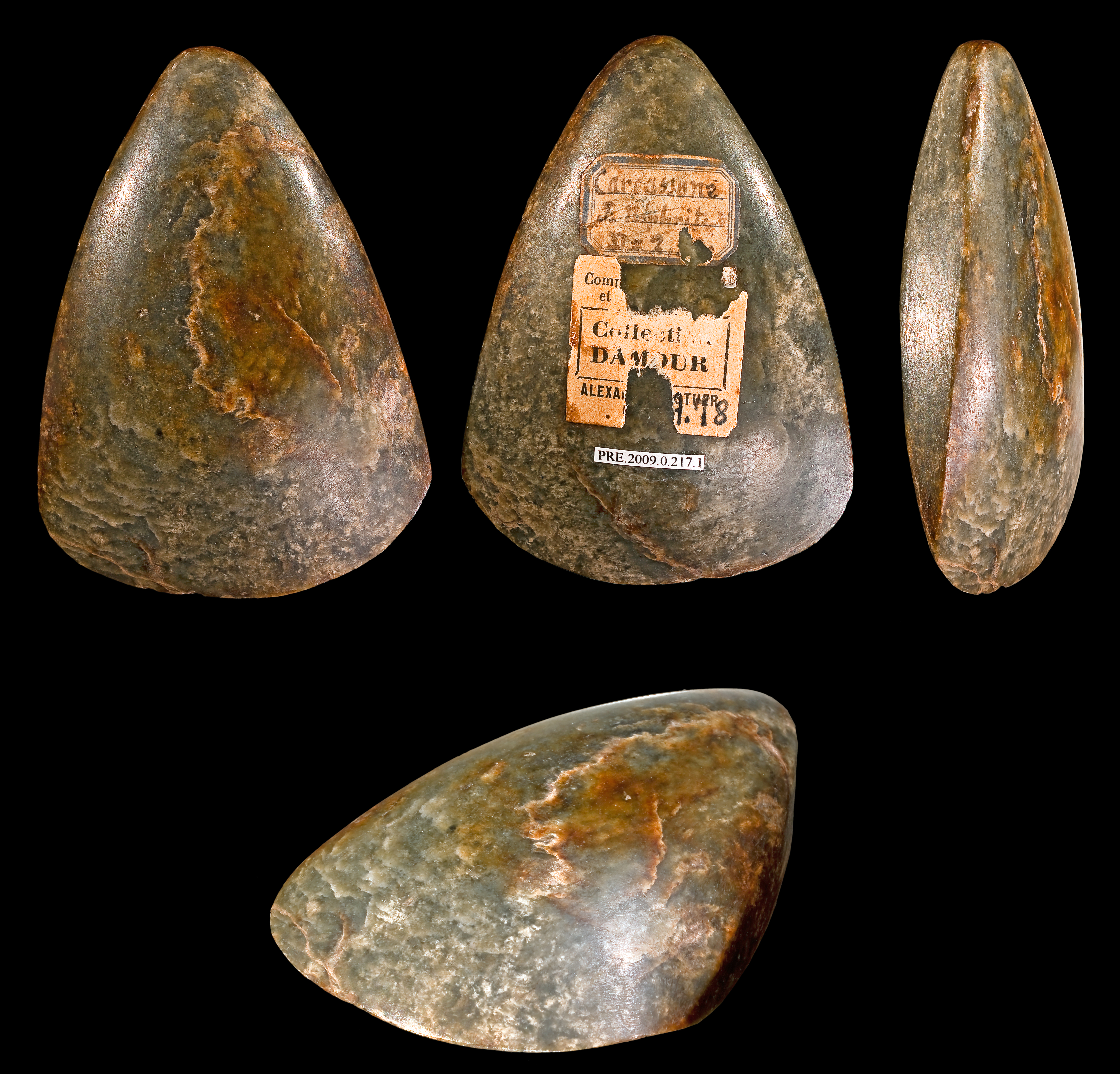
Hache polie en néphrite.

Parmi l'équipement de l'homme du Néolithique, on retrouve, avec des différences morphologiques plus ou moins importantes, les types d'outils des précédentes périodes. Grattoirs, burins, perçoirs, racloirs sont les types les plus représentés. Toutefois, les activités liées à l'agriculture, à la construction d'habitats, font se développer une panoplie d'outils spécifiques. Défricher, abattre les arbres, construire des maisons en bois ou en pierre, mettre en culture, récolter, moudre sont autant de travaux qui nécessitent un outillage adapté à ces activités nouvelles :
- le défrichage, qui se fait à l'aide du feu (brûlis), utilise des pioches en bois de cerf, des haches taillées ou polies ;
- pour construire les habitats, les premiers sédentaires utilisent des haches pour l'abattage des arbres mais aussi pour la taille des bois de charpente. Le travail plus minutieux du bois devait se faire à l'aide d'herminettes ou de tranchets (outil emmanché possédant une lame qui forme un tranchant ;
- pour travailler le sol ou le labourer, la pioche en bois de cerf, la houe qui est un instrument qui a la forme d'une pioche en bois munie d'une fourche ou d'une lame de pierre ;
- pour cultiver, le bâton à fouir est une sorte de plantoir car son principe est de réaliser des trous dans le sol pour y déposer des graines, des bulbes. Il peut servir également à déterrer des racines, à gratter le sol. Il est formé d'un bâton pointu parfois lesté d'une masse de pierre percée qui peut coulisser ;
- pour récolter les céréales, apparaissent des couteaux à moissonner et des faucilles. La faucille est un instrument fait d'une lame insérée en biais dans un manche ou d'une série de lames de silex disposées dans un manche courbe en forme de croissant ;
- pour transformer le grain des céréales en farine, les agriculteurs utilisent une meule dite dormante et actionne un broyeur avec un mouvement de va-et-vient. Un bon exemple de la plupart des outils utilisés au Néolithique se trouve dans les villages immergés de Charavines

Peu à peu, des besoins croissants en silex vont pousser les hommes du Néolithique à aller chercher leur matière première en profondeur. Les puits d'extraction justifient la présence des premiers outils de mineur : pics en bois de cerf pour déchausser le silex dans la craie mais aussi des pelles en omoplate, des cordes, des échelles, des paniers…

## Outils par matériaux et par types

### Outils en pierre

#### Galets aménagés

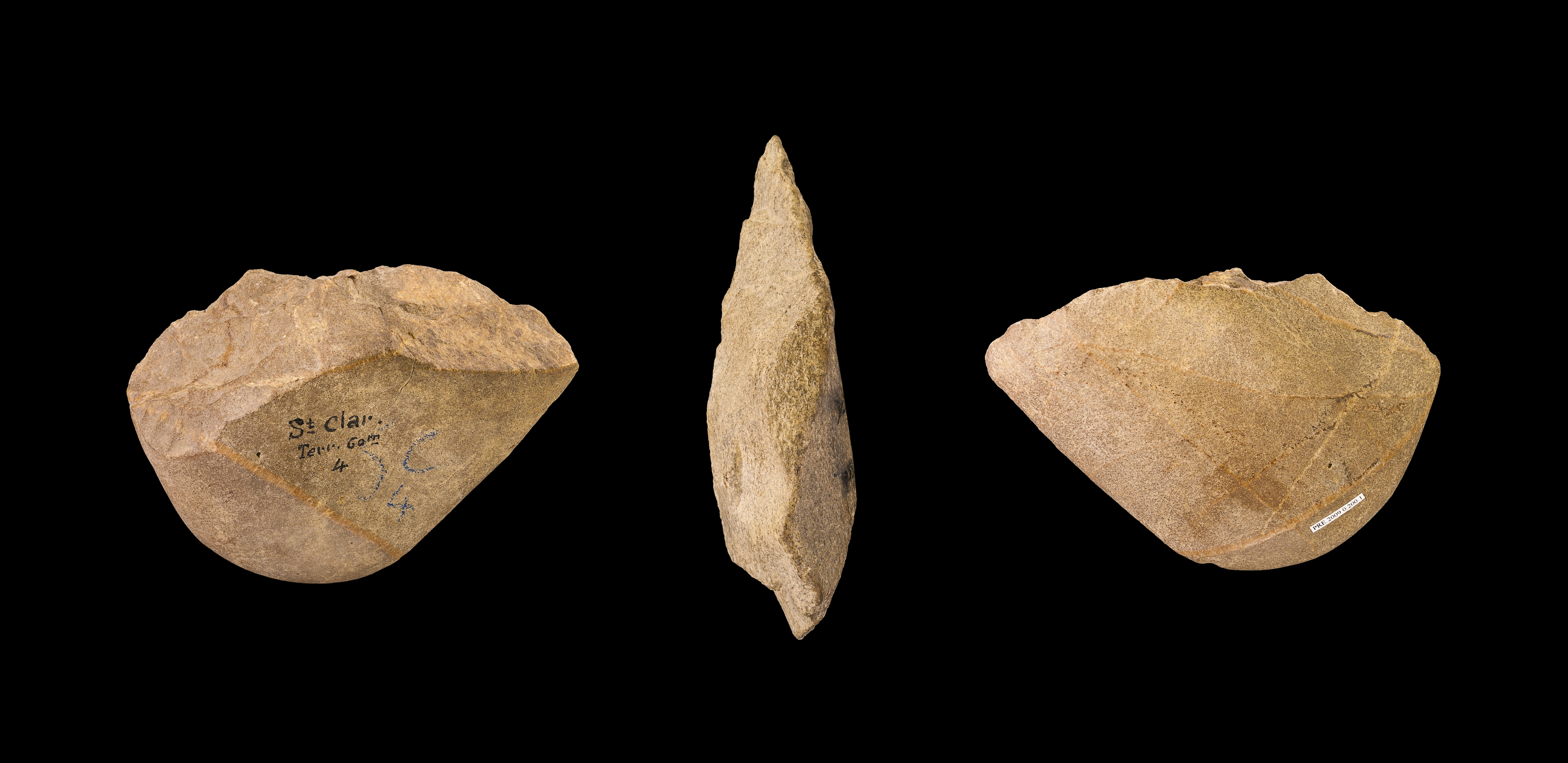
Galet aménagé - Coll. Henri Breuil, Muséum de Toulouse.

Le galet aménagé est l'outil caractéristique de Homo habilis. On obtient cet outil en donnant des coups avec un percuteur dur (le plus souvent un autre galet) sur un bord afin d'enlever des éclats et d'obtenir un tranchant. Lorsque le tranchant est obtenu sur une seule face, il s'agit d'un galet aménagé uniface ou chopper (à débitage unipolaire ou bipolaire : chopper double ou bilatéral) ; si le tranchant est obtenu par des enlèvements alternés sur les deux faces d'un bord, c'est un galet aménagé biface, également appelé chopper biface ou chopping-tool ; lorsque les aménagements sont multiples, il s'agit d'un polyèdre ou galet multidirectionnel.

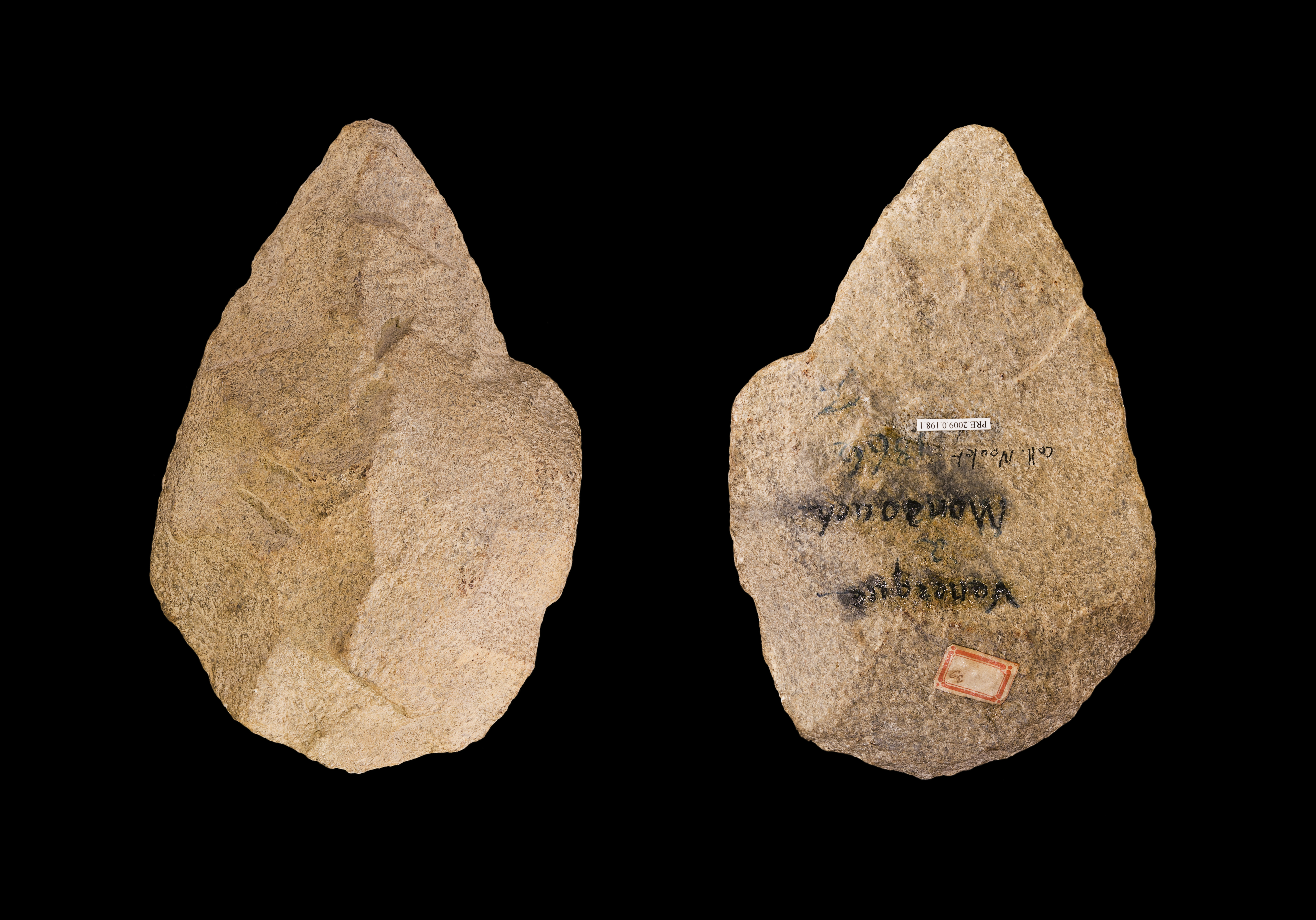
Biface.

#### Bifaces
Le biface est l'outil caractéristique de l'Acheuléen. Il s'agit d'un outil de pierre taillée en forme d'amande, taillé entièrement sur deux faces pour dégager un tranchant périphérique. Vraisemblablement tenu à la main mais aussi emmanché, il était essentiellement utilisé pour la boucherie.
La matière première majoritairement utilisée en Europe septentrionale pour son façonnage est le silex, alors qu'en Afrique et en Europe méridionale ce sont souvent des grès, des quartzites ou des roches volcaniques.

#### Hachereaux

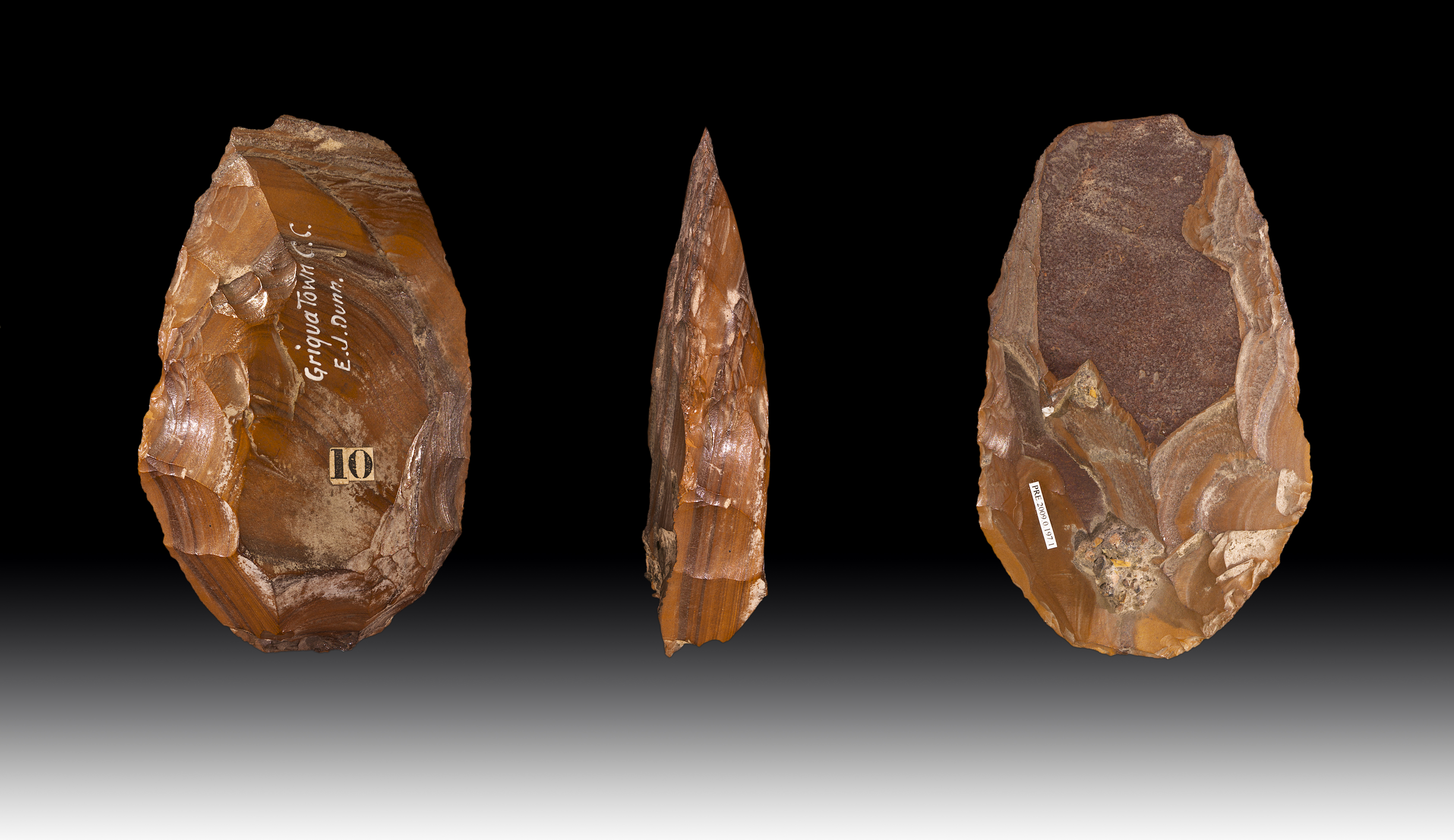
Hachereau (Paléolithique inférieur).

Le hachereau est un autre outil massif faisant son apparition à l'Acheuléen. Il est réalisé à partir d'un gros éclat et présente des bords et/ou une base retouchés alors que son tranchant transversal demeure brut.

#### Racloirs

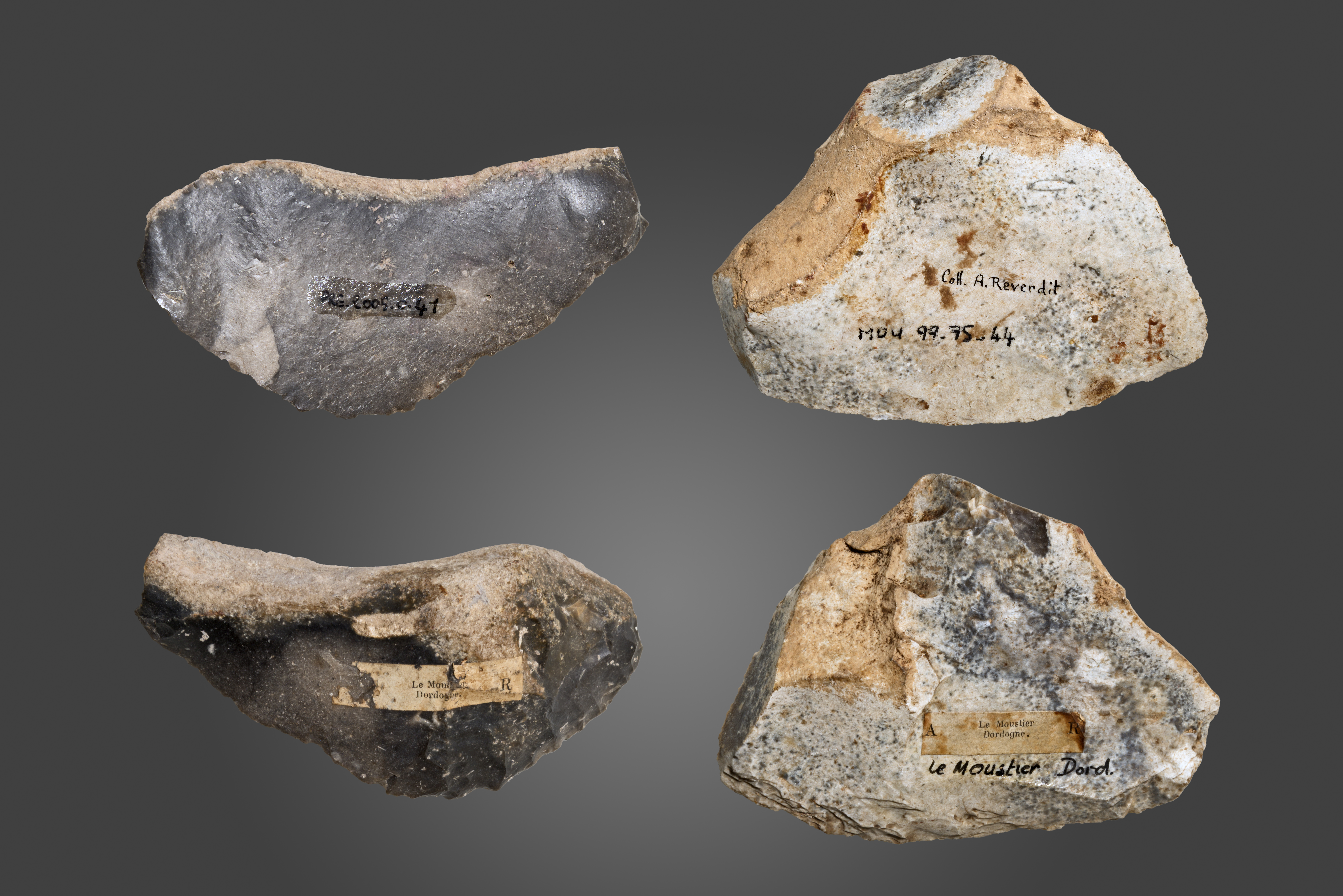
Racloirs moustériens.

Le  racloir est l'un des outils emblématiques du Moustérien. À partir d'un éclat de silex brut, un grand côté est transformé en tranchant par retouche. Parfois emmanché avec un lien végétal (corde, ficelle) ou un cuir, il sert au dépeçage et au raclage de la peau, au travail du bois.

#### Burins

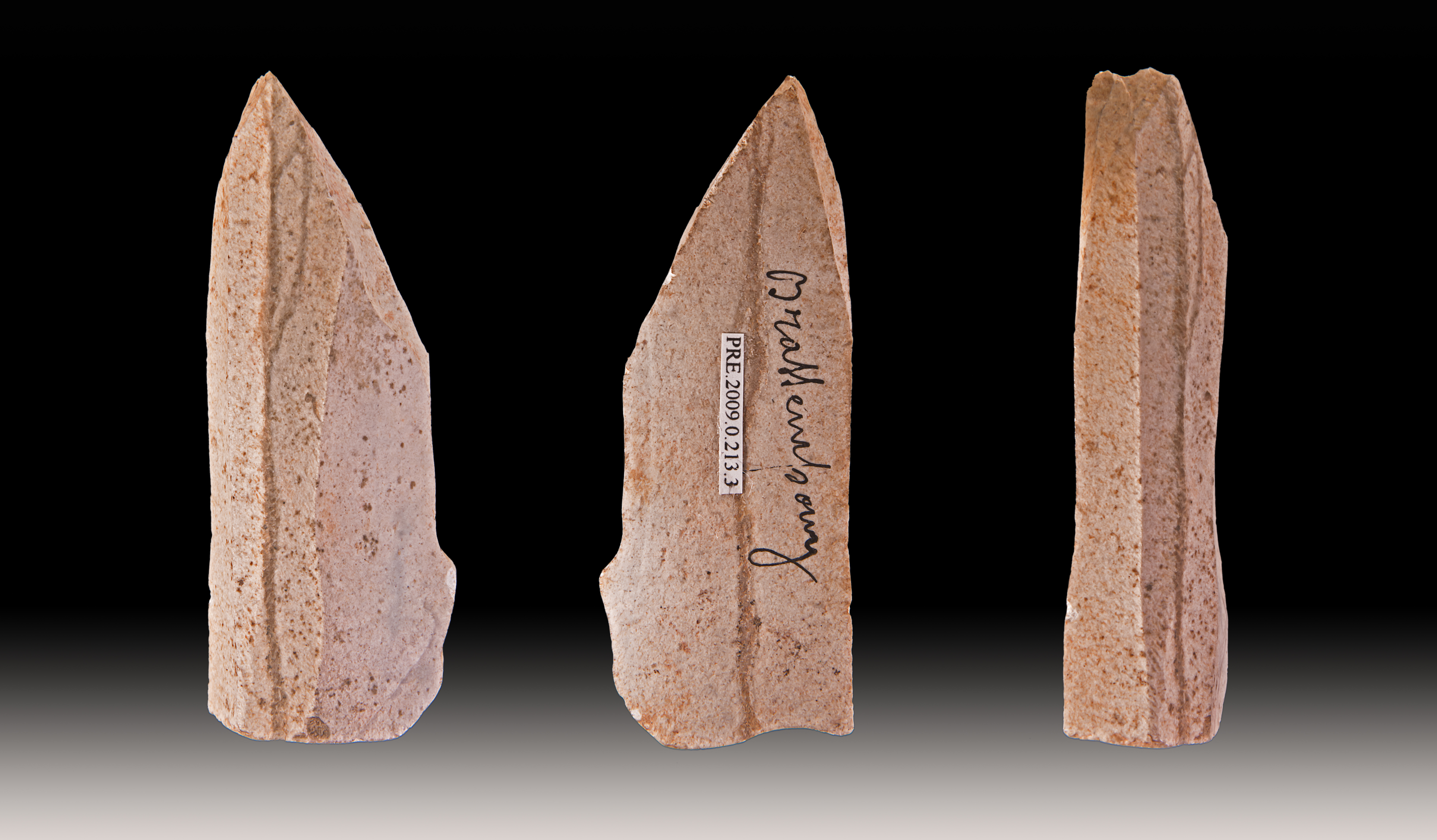
Burin.

Connu ponctuellement dès le Paléolithique inférieur, il se développe au Paléolithique supérieur et est fabriqué jusqu'au Néolithique. Cet outil robuste sert notamment à rainurer les bois de cervidés et l'os pour extraire des baguettes. Il présente un bec incisif et il est utilisé pour fabriquer des sagaies, des harpons, des aiguilles…

#### Grattoirs

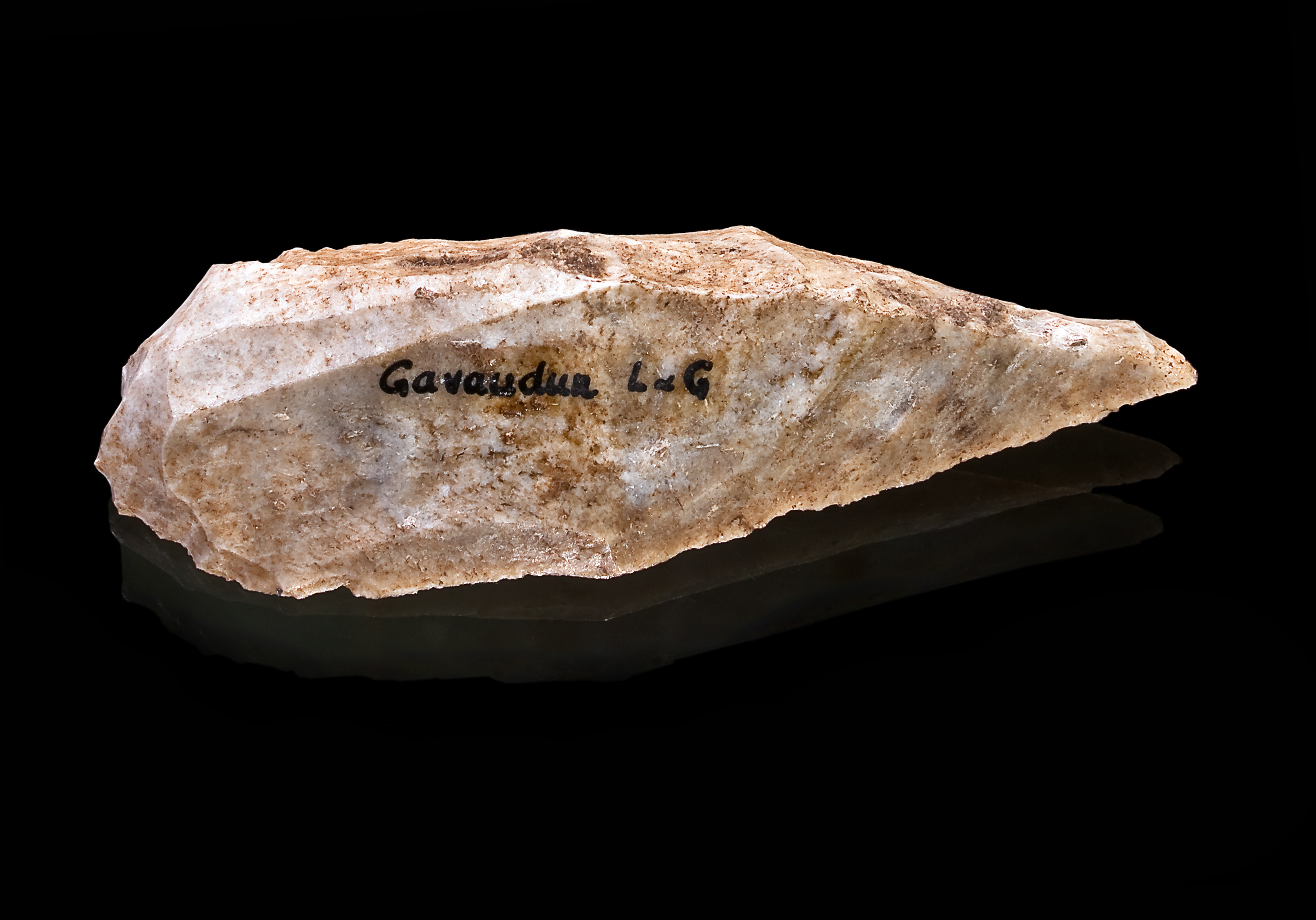
Grattoir.

Le grattoir est un outil très répandu du Paléolithique jusqu'au Néolithique. Les humains de la Préhistoire s'en servaient probablement pour gratter les peaux, comme les Inuits le faisaient encore au début du XXe siècle. Le bout d'une lame de silex est retouché sur le front pour obtenir une extrémité très résistante et une forme plus ou moins circulaire. C'est un outil robuste qui sert au travail des peaux mais aussi pour gratter l'os, l'ocre.

#### Perçoirs
Le perçoir est un outil d'os ou de silex sur lequel a été dégagée une pointe robuste, utilisée par rotation pour perforer l'os, les coquillages, le bois…

#### Feuilles de laurier
La feuille de laurier est un fossile directeur du Solutréen. Ce biface en pointe foliacée est façonné à partir d'un gros éclat ou d'un bloc de roche. Il a pu servir de couteau, mais sa finesse tend à le rendre facilement cassable et amène certains préhistoriens à le classer comme objet d'apparat.

#### Haches polies

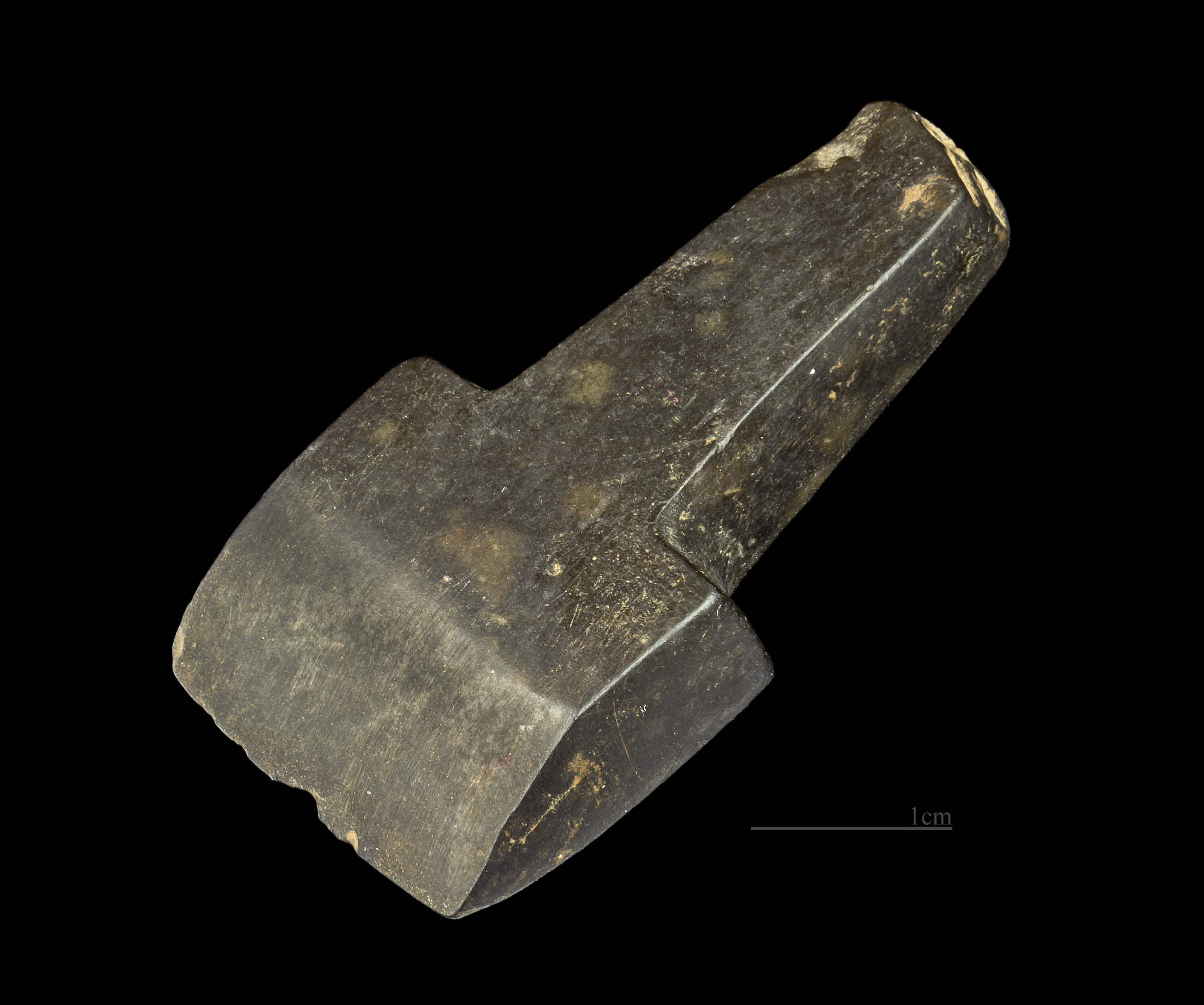
Hache à épaulement.

La hache est un instrument composé d'une lame de pierre polie, insérée dans un manche en bois et le plus souvent comprenant une pièce intermédiaire pour fixer la lame au manche, une gaine. L'axe de la lame fait un angle droit avec l'axe du manche et son tranchant est parallèle au manche. Le polissage peut être partiel, seulement sur le tranchant ; ou total, lui donnant un aspect lisse.
Symbole des premiers agriculteurs qui ont défriché, elle apparaît pourtant dès la fin du Mésolithique en Europe du Nord et son usage perdure jusqu'à l'âge du Bronze ; les modèles en métal remplacent peu à peu les exemplaires en pierre. Elle est l'outil indispensable aux travaux de déforestation permettant de créer des espaces propres à l'agriculture. La hache sert donc à l'abattage des arbres ou à la taille des bois de charpente. Le travail plus minutieux du bois devait se faire à l'aide d'un outil de type herminette ou tranchet.
La hache en pierre comporte trois éléments :
- la lame. L'artisan taille un bloc de pierre (silex, roche dure) en lui donnant une forme générale. Cette lame peut ensuite être polie. Cette technique de lissage de la lame est une innovation datant de la fin du Mésolithique [21] voire du Paléolithique (Australie)[22] ;
- le manche en bois présente une tête lourde et robuste ;
- l'emmanchement est une partie intermédiaire plus ou moins complexe. C'est une gaine qui absorbe les ondes de choc et évite l'éclatement du manche.

#### Herminettes
Instrument emmanché dans un support coudé, c'est l'outil essentiel pour le travail du bois ; elle est utilisée en coups verticaux d'avant en arrière pour creuser, équarrir les troncs, aplanir une surface. Comme la hache, l'herminette possède une lame de pierre taillée ou polie, fixée de diverses manières sur un manche mais le tranchant est emmanché perpendiculairement à l'axe du manche, de façon à former un angle aigu.

#### Faucilles
Utilisé à partir du Néolithique pour moissonner, les premières faucilles possèdent un manche en bois ou en os, droit ou courbé et une partie coupante formée d'éclats ou de lames de silex. Elle peut être simple lorsqu'elle a une seule longue lame fixée en biais sur le manche droit ou composite lorsqu'elle possède des éléments coupants multiples (lames ou lamelles) insérés dans une rainure du manche et fixés par un goudron ou à l'aide d'une résine.

#### Meules
La meule en grès sert à transformer le grain en farine ou à broyer divers végétaux alimentaires, voire aussi des pigments, et est composée d'une pierre plus ou moins plate, dite dormante, qui va se creuser avec l'usage et d'une molette qui sert de broyeur. La forme du broyeur est soit plus ou moins sphérique soit plate et allongée, de la même longueur que la meule. Pendant le néolithiques 

#### Nuclei
Le nucleus est un bloc de pierre qui sert à produire différents outils comme des éclats ou des lames.

### Outils en matières dures animales

#### Poinçons

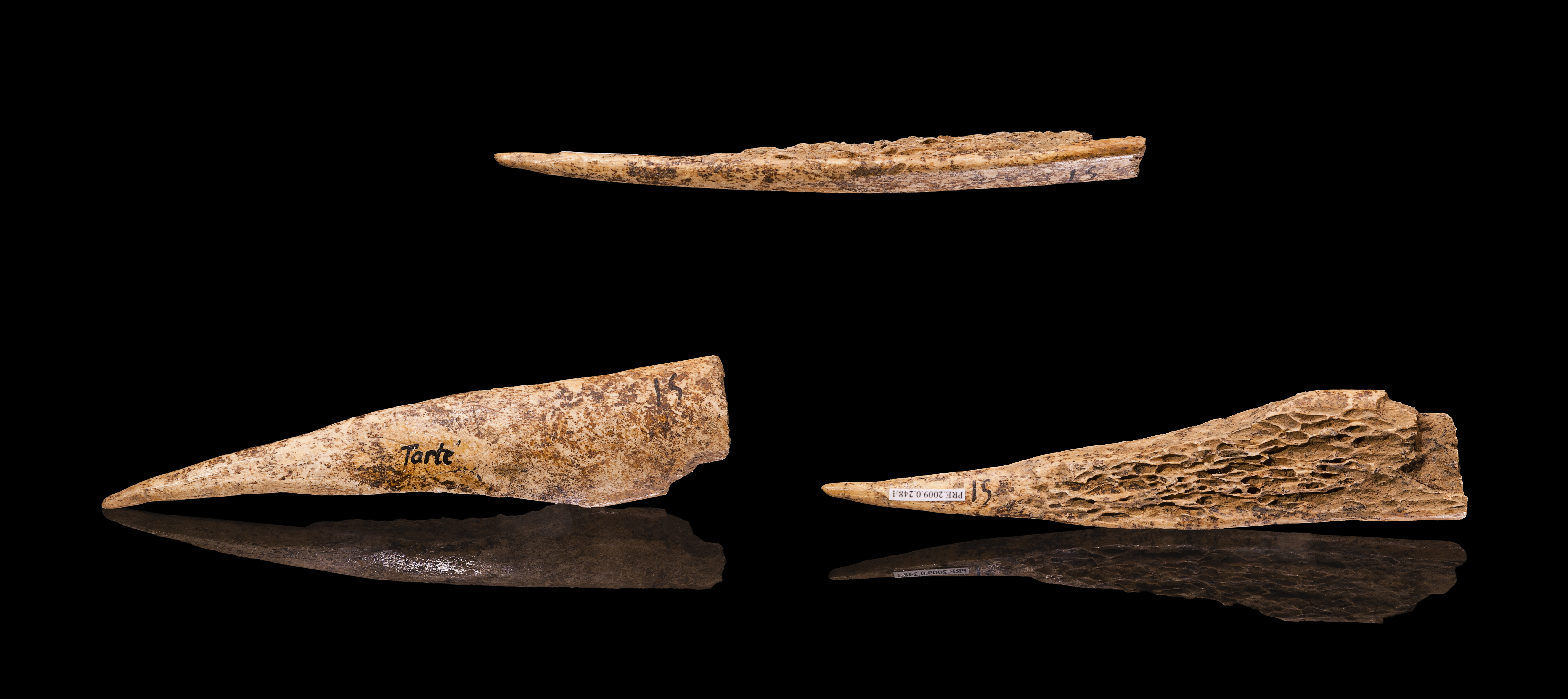
Poinçon, grotte de Tarté.

Le poinçon est un outil robuste, tenu à la main et que l'on tourne dans un mouvement de va-et-vient pour percer les peaux. Présent à la fin du Paléolithique moyen, il est très fréquent au Paléolithique final jusqu'au Néolithique. Cet outil en os ou bois d'animal présente une extrémité pointue opposée à une zone de préhension plus ou moins aménagée.

#### Aiguilles à chas

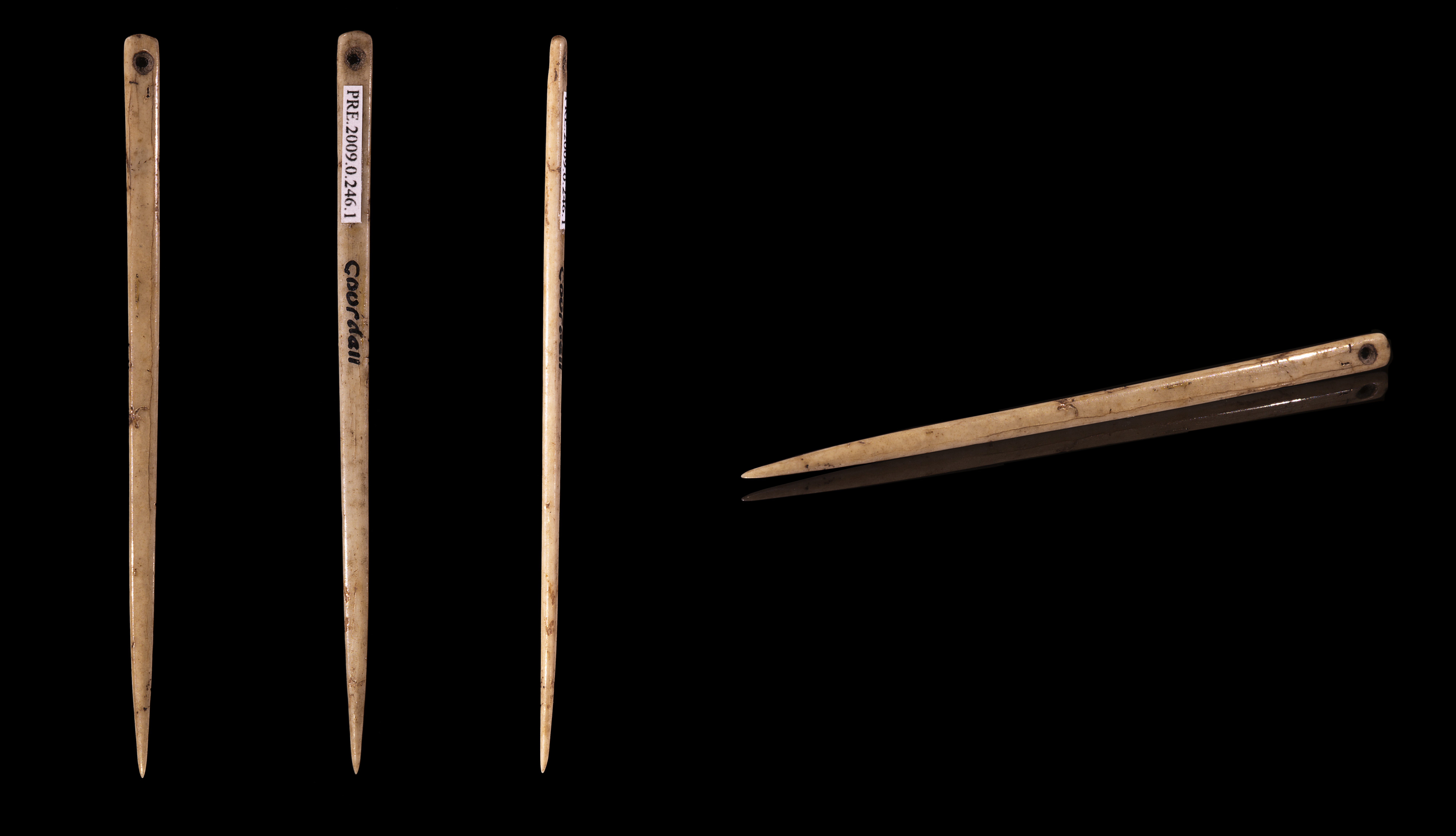
Aiguille à chas, Gourdan-Polignan.

Au Paléolithique supérieur sont fabriquées les premières aiguilles à chas dont l'aspect est comparable à celui des aiguilles à coudre actuelles en acier. Inventées au Solutréen, autour de 20 000 ans avant notre ère, elles sont très fréquentes au Magdalénien. Leur présence apporte la preuve que, dès le Paléolithique supérieur, les humains savent assembler des peaux à l'aide de fil provenant des tendons du gibier chassé.
Les aiguilles en os et en bois de cervidés perdurent même durant les périodes où apparaissent les exemplaires en métal. Par exemple, à l'époque gallo-romaine les aiguilles en os côtoient celles en fer.

#### Pics
Pour creuser la craie, détacher les blocs de silex, les mineurs du Néolithique utilisaient des pics en bois de cerf à une ou deux extrémités pointues.

#### Lissoirs

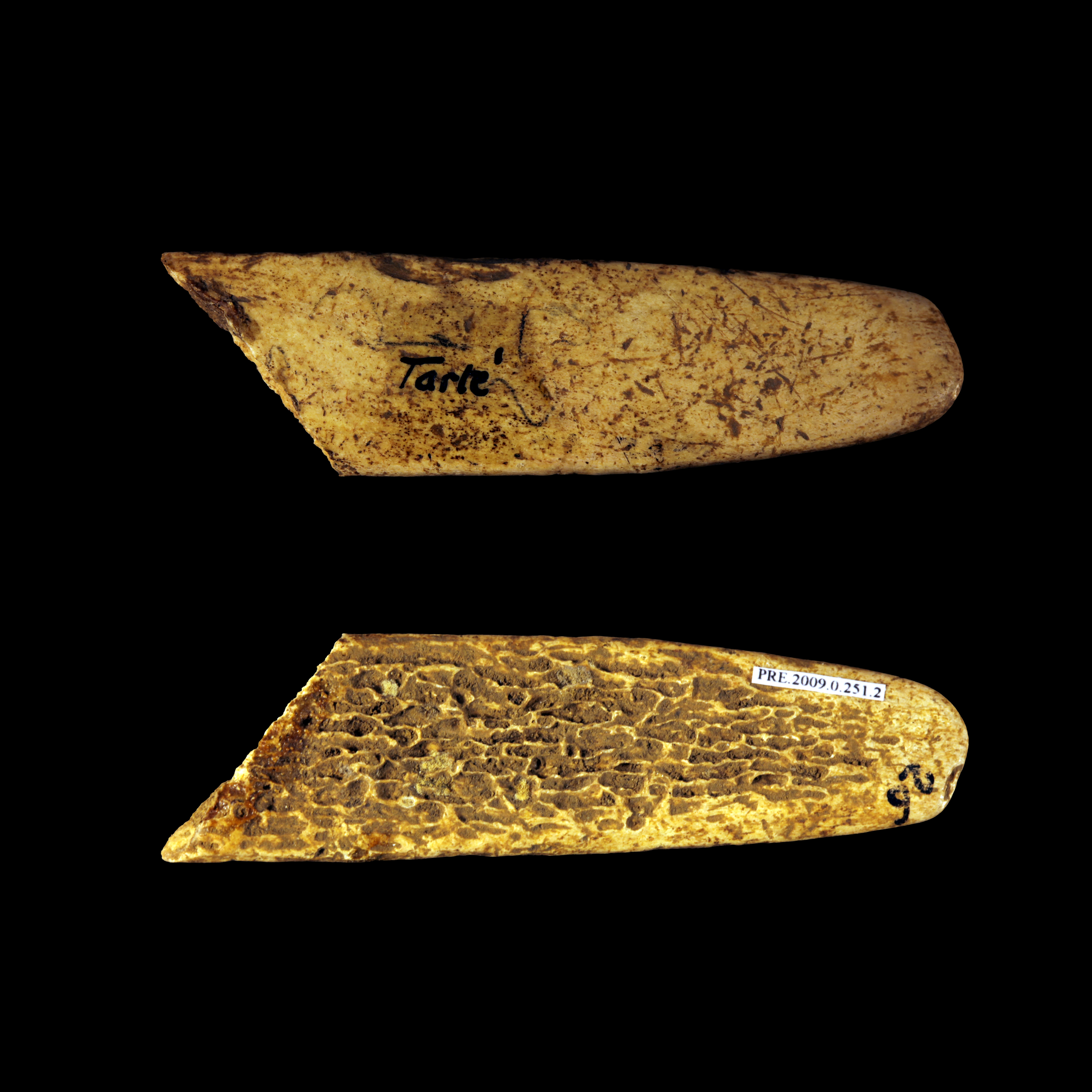
Lissoir en bois de cerf,
grotte de Tarté.

Le lissoir sert à préparer les peaux, travailler le cuir ou poncer le bois.
Des lissoirs en os datés de 50 000 ans, trouvés en 2011 à l'abri Peyrony de Combe-Capelle en Dordogne, sont attribués à l'homme de Néandertal.

#### Percuteurs tendres
Le percuteur est un outil servant à frapper un bloc de pierre (nucléus) afin d'en détacher des éclats. Les percuteurs tendres sont faits de bois végétal, de bois de cervidé, ou d'os.

### Outils en bois
Les outils en bois anciens ont très peu de chances d'être conservés, et d'être repérés. Des outils en bois vieux de 300 000 ans ont été découverts sur le site de Gantangqing près de Kunming (Yunnan, Chine). Ce sont des bâtons à fouir, taillés dans des branches et des racines d'arbres à l'aide de lames de pierre. Ces outils pointus, de la taille d'une main, servaient probablement à récolter des tubercules et des racines riches en glucides dans le sol meuble d'un lac préhistorique. Des ossements d'animaux découverts sur le site montrent que les humains (Homo erectus ?) mangeaient occasionnellement de la viande, mais leur menu était majoritairement végétarien (nombreux restes de plantes, dont des noisettes, des pignons de pin, des raisins et des kiwis),.

## Armes préhistoriques
Des armes réalisées en bois végétal ou animal et en os ont été produites au cours de la Préhistoire.

### Épieux
Les preuves directes des techniques de chasse du Paléolithique inférieur et moyen sont extrêmement rares. Quelques épieux en bois, conservés de manière exceptionnelle, ont été mis au jour en Allemagne, en Grande-Bretagne, et en Espagne.
L'épieu est une arme réalisée dans un long bâton d'environ deux mètres, ayant une pointe aiguë, parfois durcie au feu. La chasse à l'épieu suppose un contact proche avec le gibier et pouvait se révéler dangereuse, notamment avec les aurochs.

### Pointes
Les pointes sont des outils en silex,, en os ou en bois de renne présentant une extrémité effilée. Certaines pointes étaient utilisées comme armatures de sagaies ou de flèches.

### Propulseurs
Un propulseur est un instrument fabriqué en bois de renne, en os, en ivoire ou en bois végétal. Les premiers propulseurs connus datent du Solutréen. Il est constitué d'une pièce réservée à la préhension et munie à une extrémité d'une butée parfois sculptée, contre laquelle vient s'appuyer l'extrémité de la hampe du projectile (sagaie, harpon). Grâce à un effet de levier, le propulseur permet de prolonger le bras du lanceur, accroît l'efficacité du lancer, augmente la force de pénétration dans l'animal et accentue également la distance entre le chasseur et la proie (jusqu'à 100 m. Le tir est très précis jusqu'à 30 m).

### Sagaies
Arme de jet destinée à la chasse et à la pêche, la sagaie est composée d'une pointe, d'un fût (hampe) et d'un empennage. Arme essentielle du chasseur du Paléolithique supérieur, elle est le plus fréquemment lancée au propulseur. Le plus souvent fabriquée dans du bois de renne, mais aussi en os, en ivoire, la pointe de sagaie présente une extrémité effilée et une autre aménagée pour assurer une fixation sur une hampe de bois. Pour rendre plus efficaces leurs sagaies, les chasseurs fixaient parfois sur la pointe des lamelles de silex. La hampe est un manche en bois, tige d'une longueur variable, qui supporte la pointe.

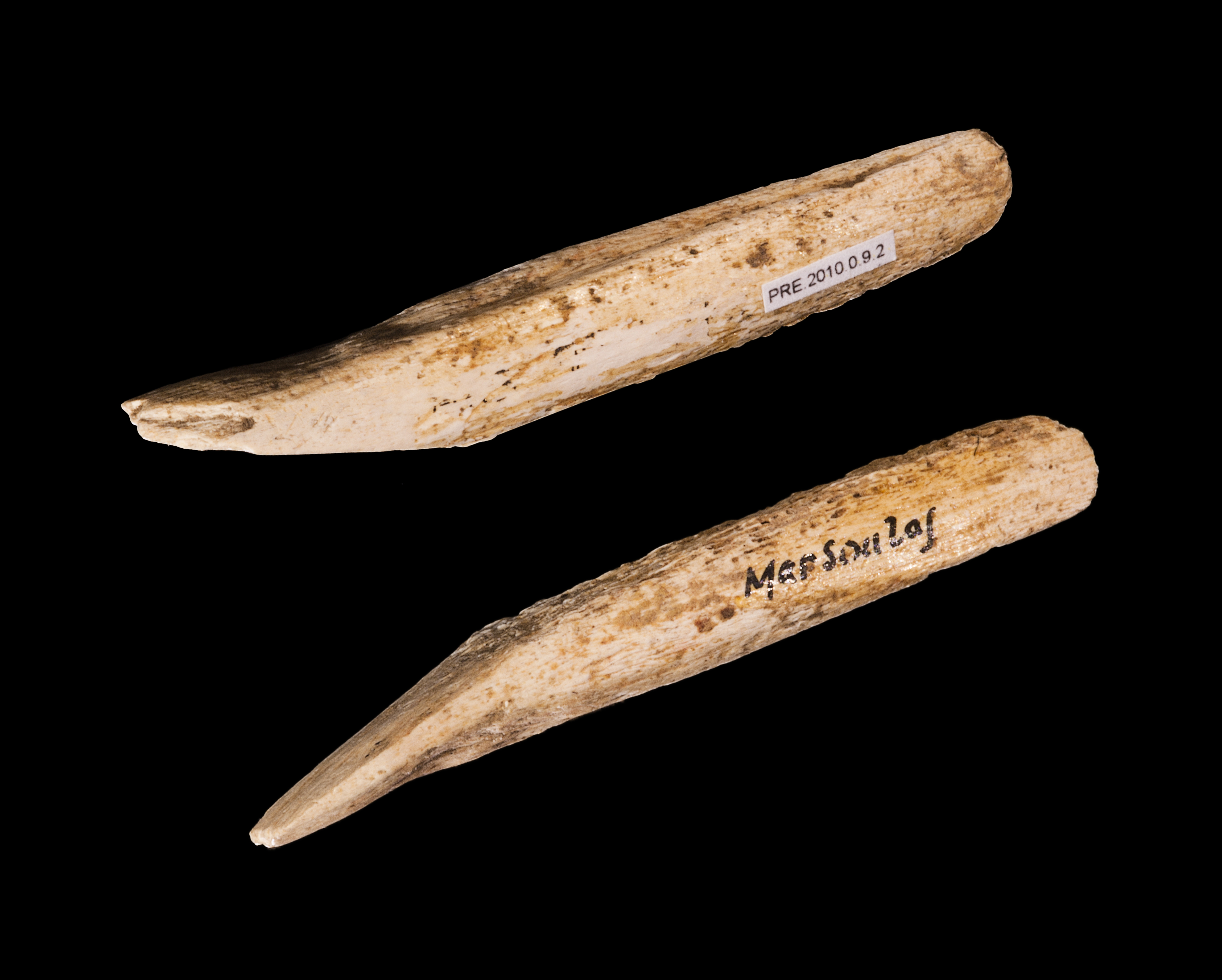
Pointes de sagaie, grotte de Marsoulas. Muséum de Toulouse.
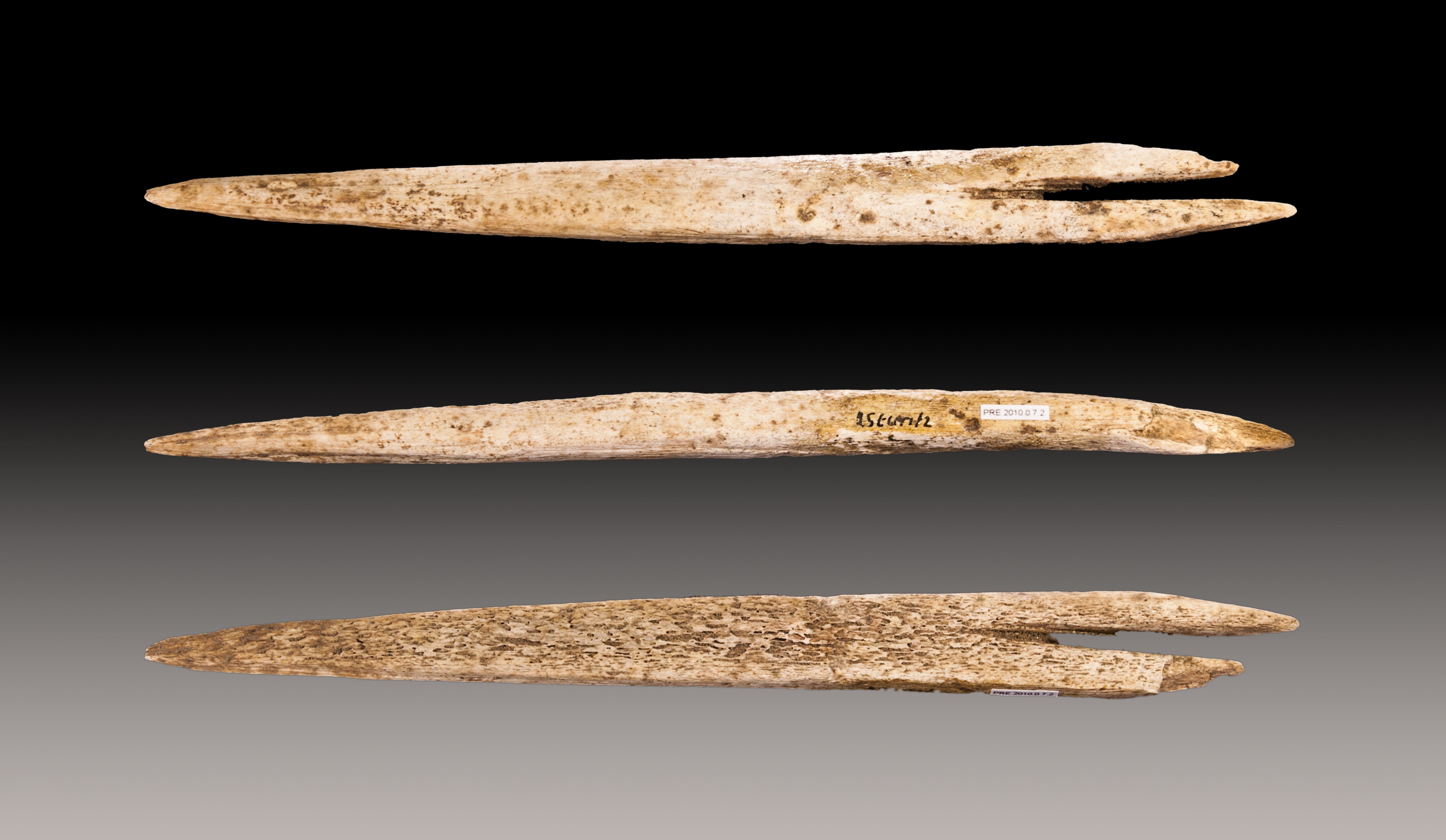
Pointes de sagaie, grotte d'Isturitz. Muséum de Toulouse.

### Harpons
Des pointes munies d'une ou deux rangées de barbelures sont appelées harpons. Le harpon est une pièce détachable en os, en bois de cervidés ou en ivoire qui pénètre dans les proies comme la truite, le saumon, le brochet. Le fût qui supporte les barbelures est pointu et chaque barbelure doit à la fois pénétrer et retenir la proie.

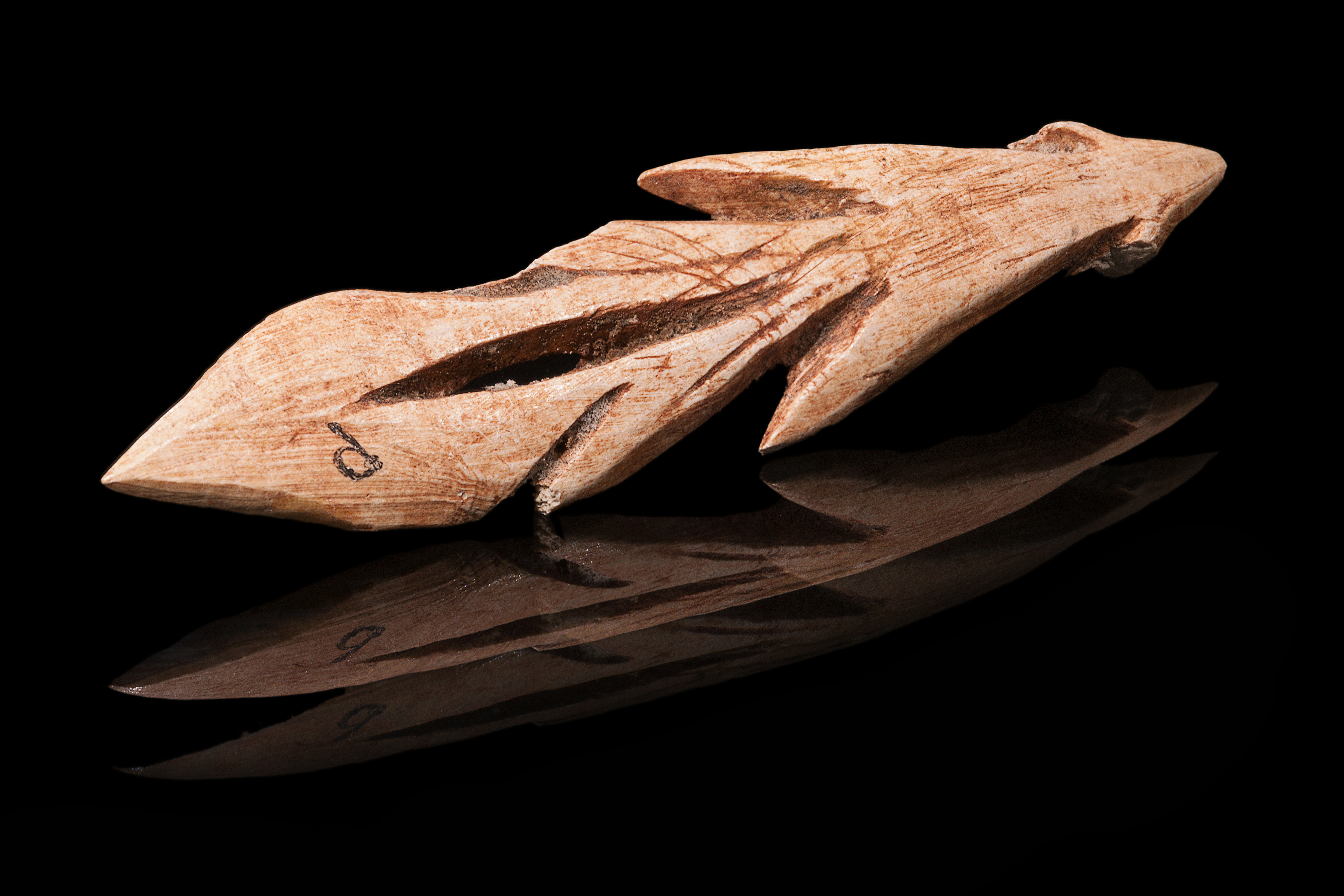
Harpon azilien, Le Mas-d'Azil. Muséum de Toulouse.
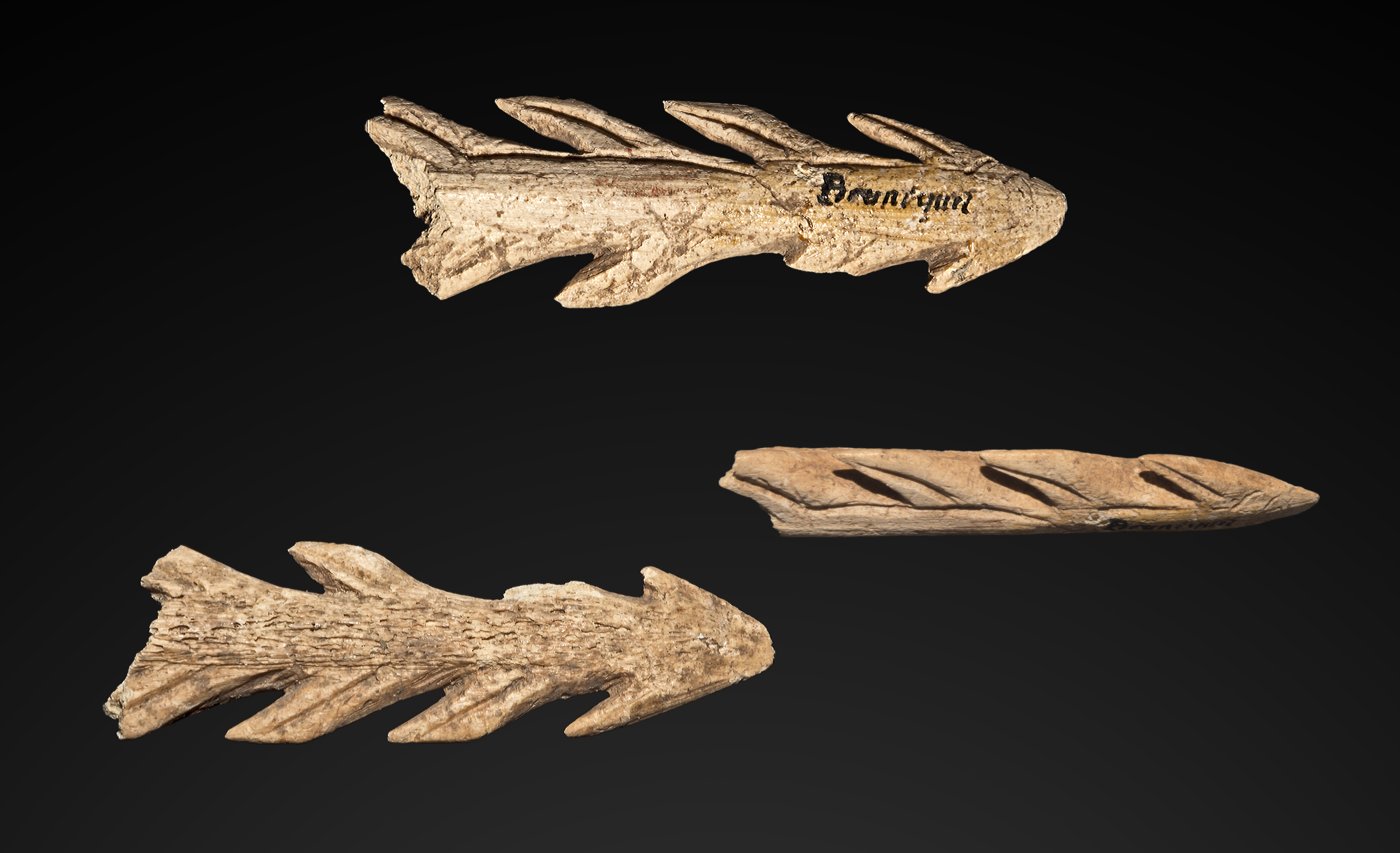
Harpons magdaléniens, abris de Bruniquel. Muséum de Toulouse.

### Arcs et flèches
L'arc est une arme de chasse qui apparaît au Paléolithique final et se généralise au Mésolithique. Son développement semble être une conséquence des contraintes liées à un environnement colonisé par d'épaisses forêts. La plupart des arcs préhistoriques sont droits et longs (150 à 160 cm). L'arc permet une chasse plus individuelle et le tir est encore plus précis que celui de la sagaie.
Une flèche est une arme de chasse composée de trois parties (la pointe, le fût ou hampe et l'empennage), utilisée avec l'arc. Elle est adaptée aux espaces couverts telles que les forêts. Les plus anciennes armatures remontent au Paléolithique final. Dès le début du Mésolithique, le nombre de pointes de flèches augmentent considérablement, avec de nombreuses formes différentes. Aux périodes suivantes s'ajoutent des pointes en os ou en bois de cerf. La hampe est un manche en bois de longueur variable, qui supporte la pointe.

Pointes de flèche du Rodézien, dolmen de la Glène (Saint-Léons). Muséum de Toulouse.
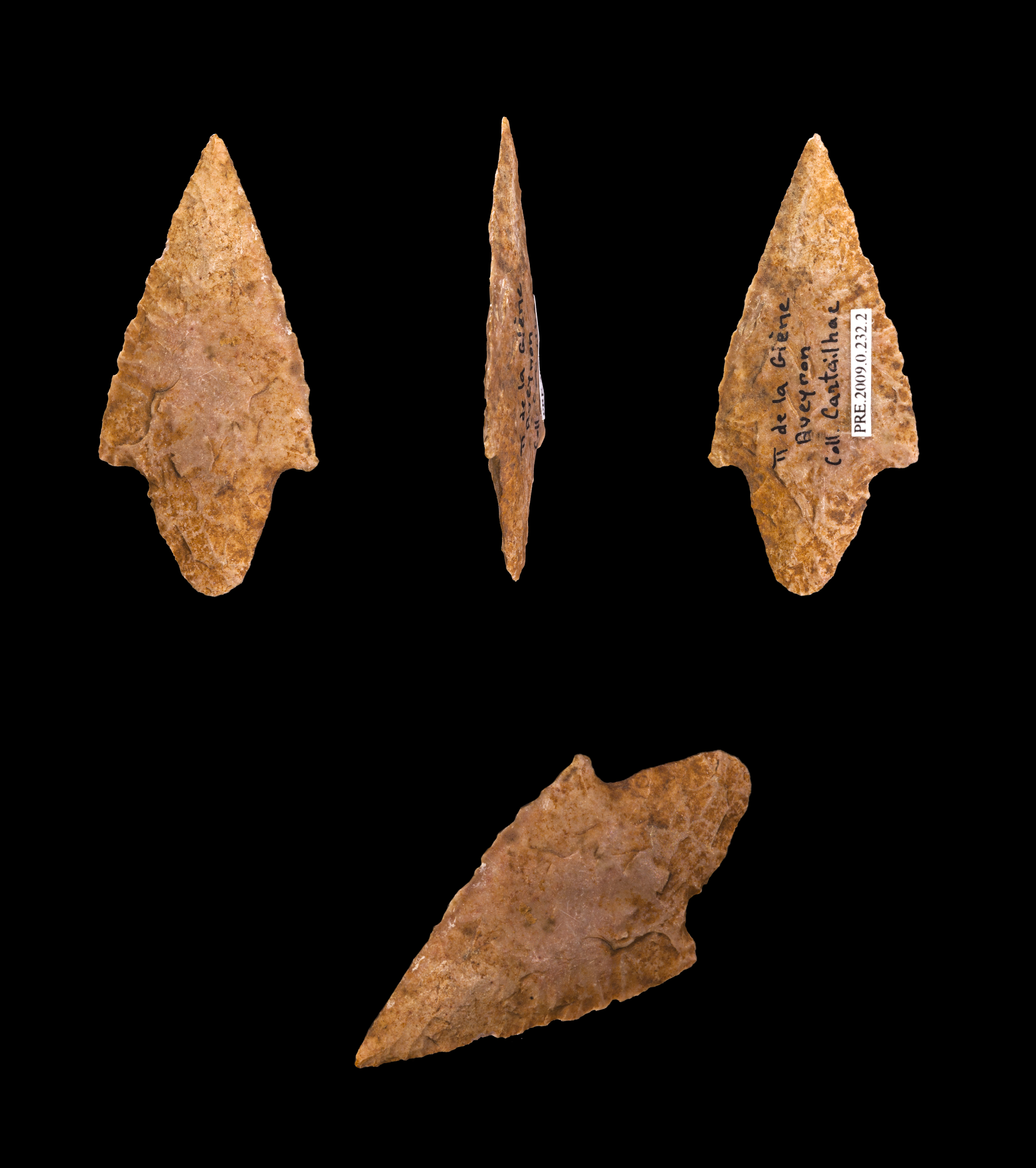
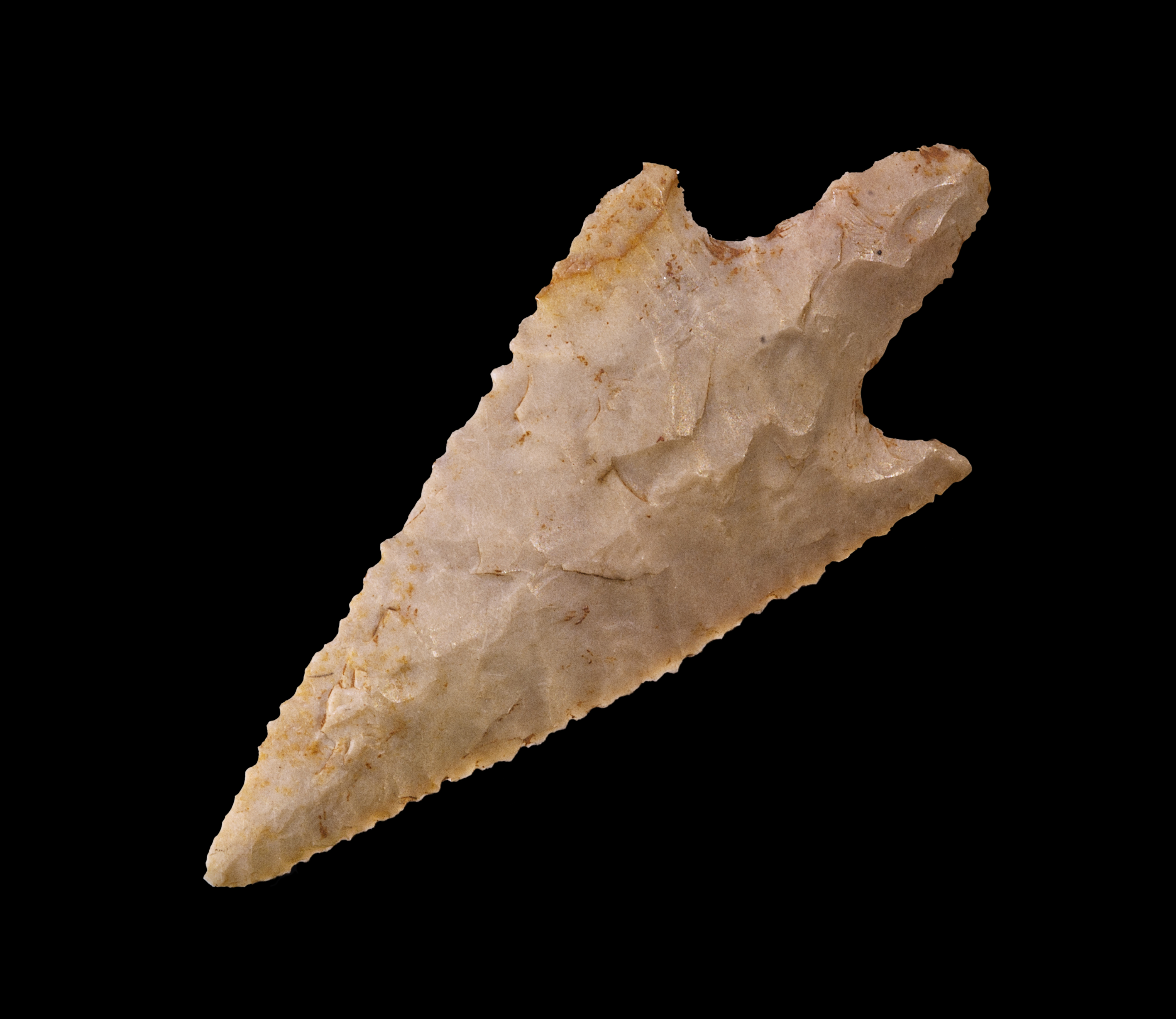
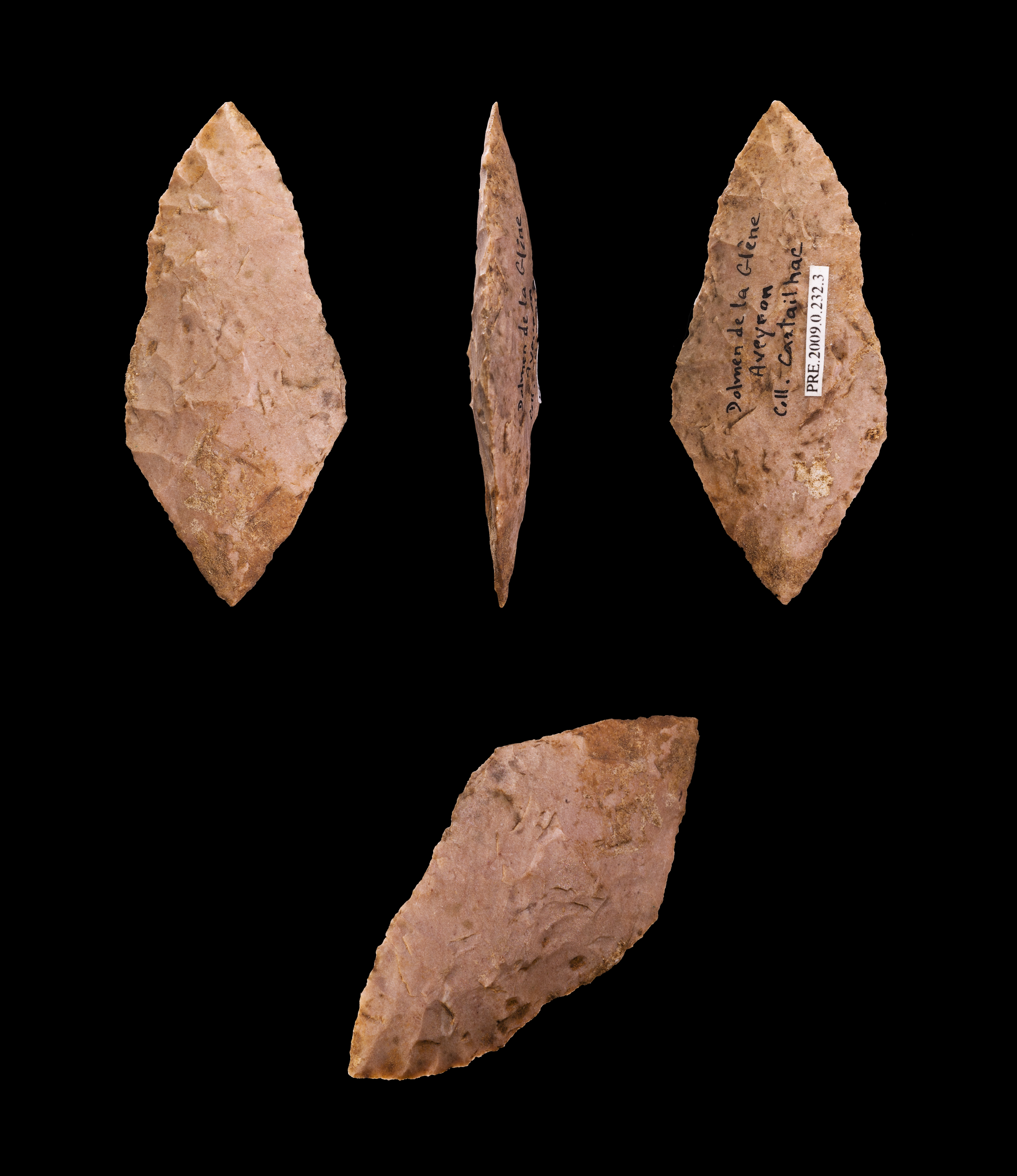

### Poignards
Au Néolithique final, des poignards font leur apparition en Europe septentrionale. Ils sont très finement façonnés en silex par percussion indirecte et par pression,.

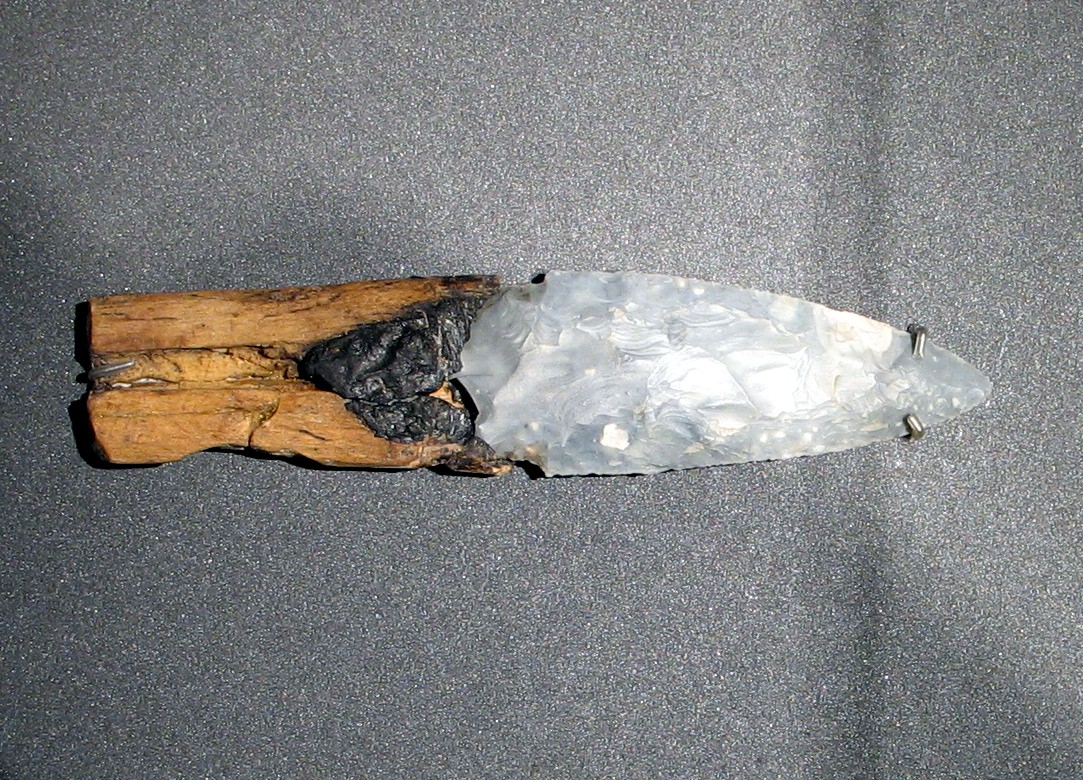
Poignard à lame en silex, manche en sureau avec brai de bouleau, ~2900 av. J.-C. Cité lacustre d'Allensbach (lac de Constance)[35]. Musée archéologique d'État du Bade-Wurtemberg (de).
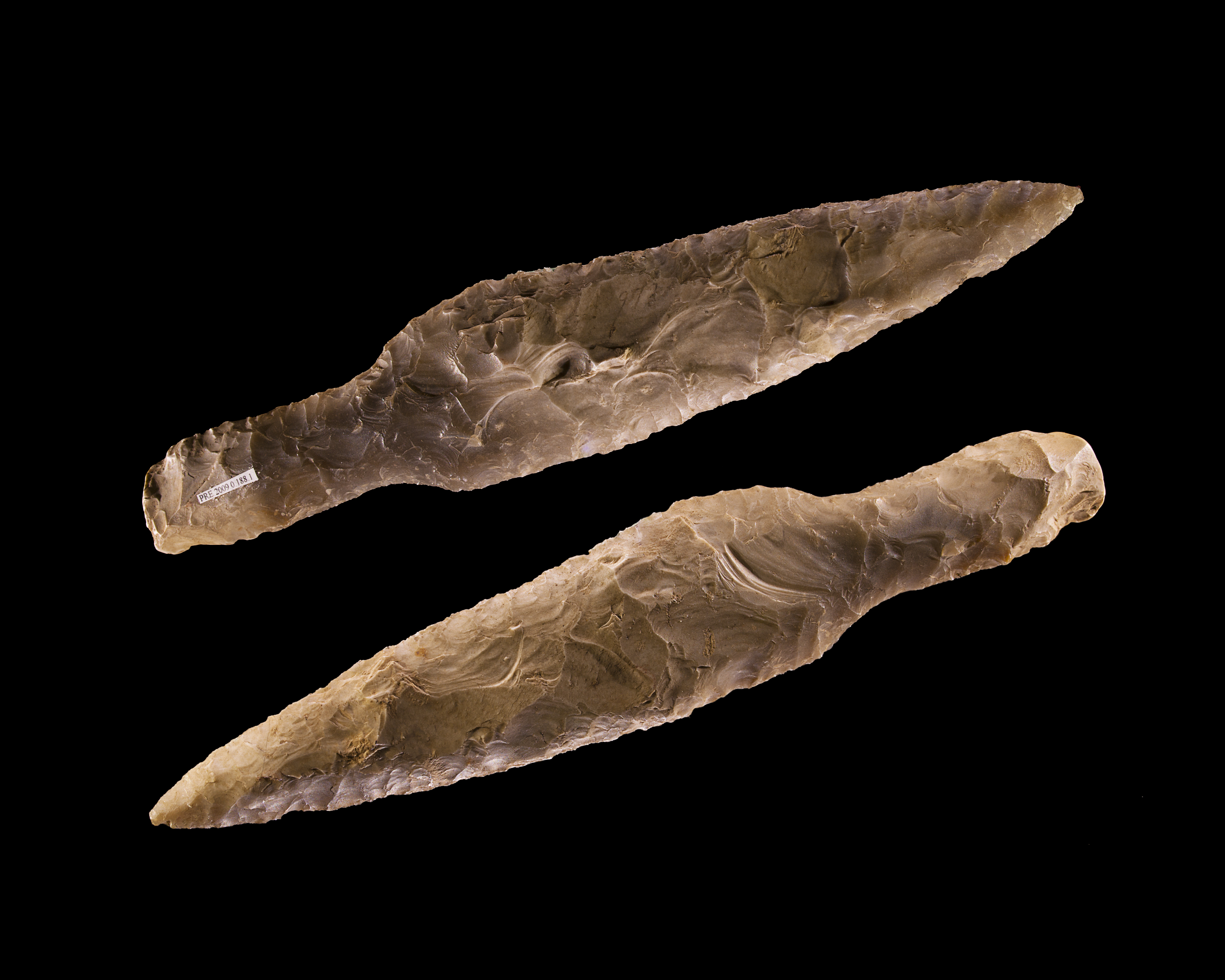
Poignard, Danemark, ~1800 av. J.-C. Muséum de Toulouse.